# Akeleien
Die Akeleien (Aquilegia) bilden eine Pflanzengattung in der Familie der Hahnenfußgewächse (Ranunculaceae). Die 70 bis 75 Arten sind hauptsächlich in den gemäßigten Gebieten der Nordhalbkugel verbreitet. Sorten einiger Aquilegia-Arten werden als Zierpflanzen verwendet.

## Beschreibung

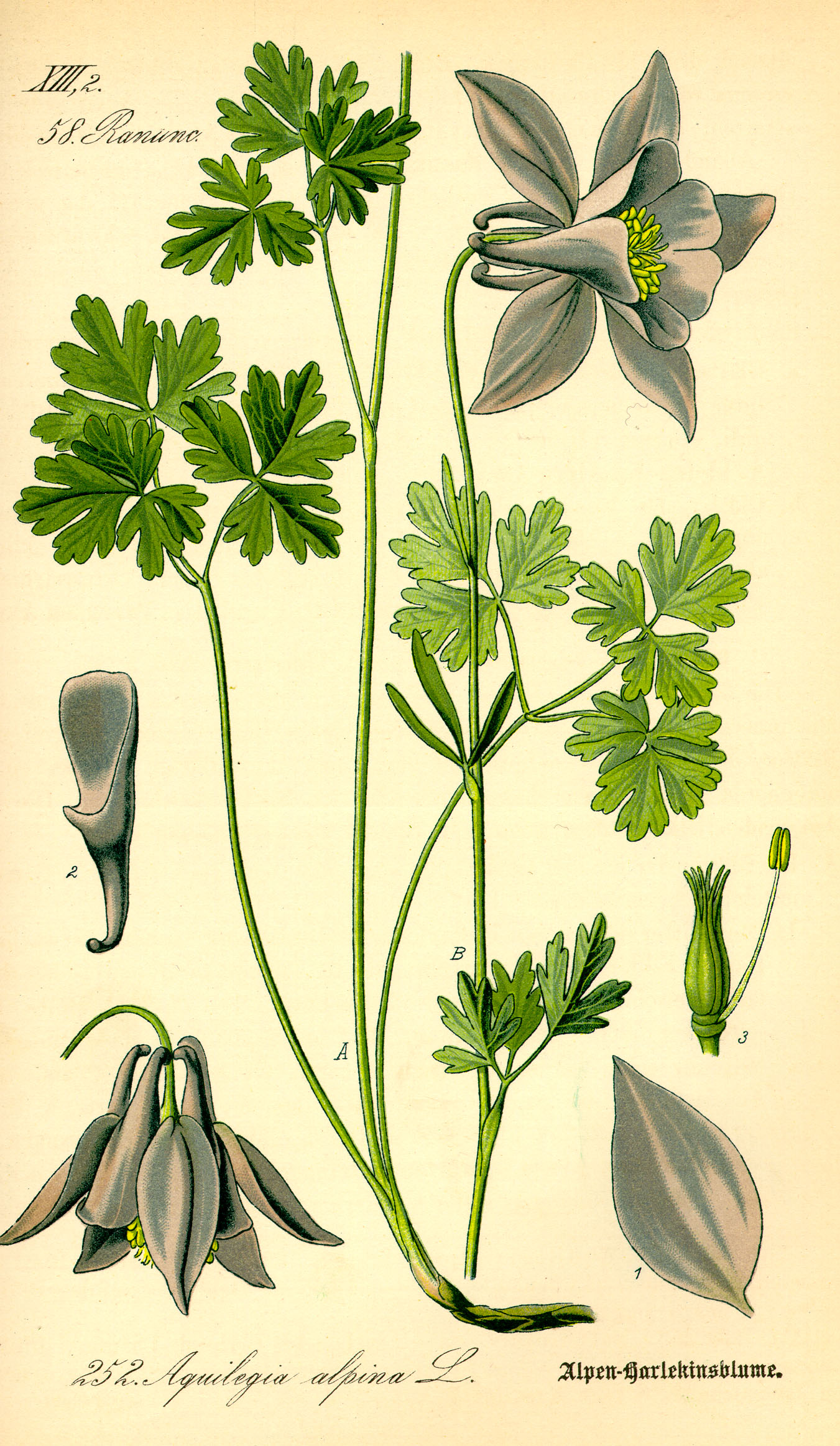
Illustration der Alpen-Akelei (Aquilegia alpina)

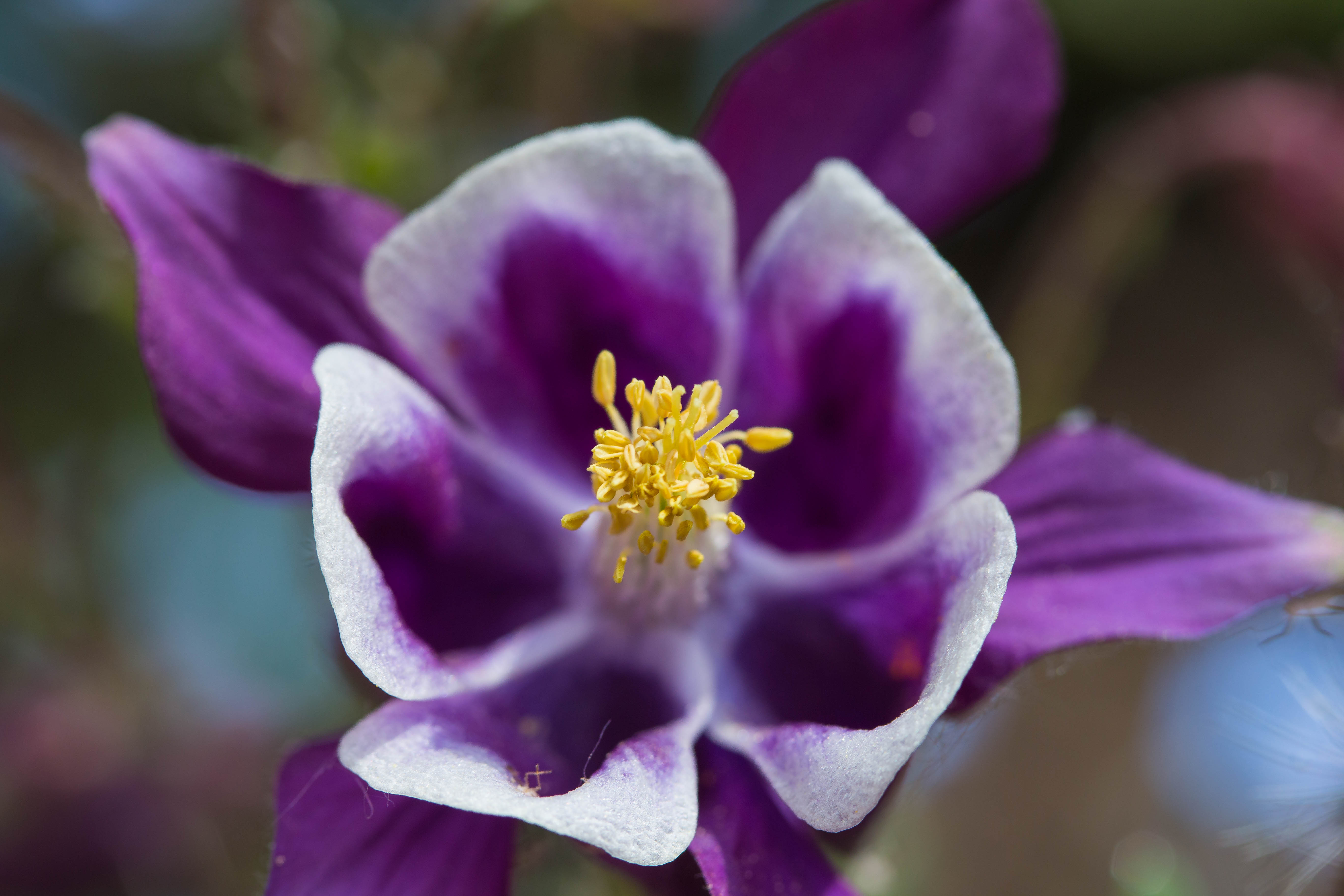
Blüte einer Akelei im Detail

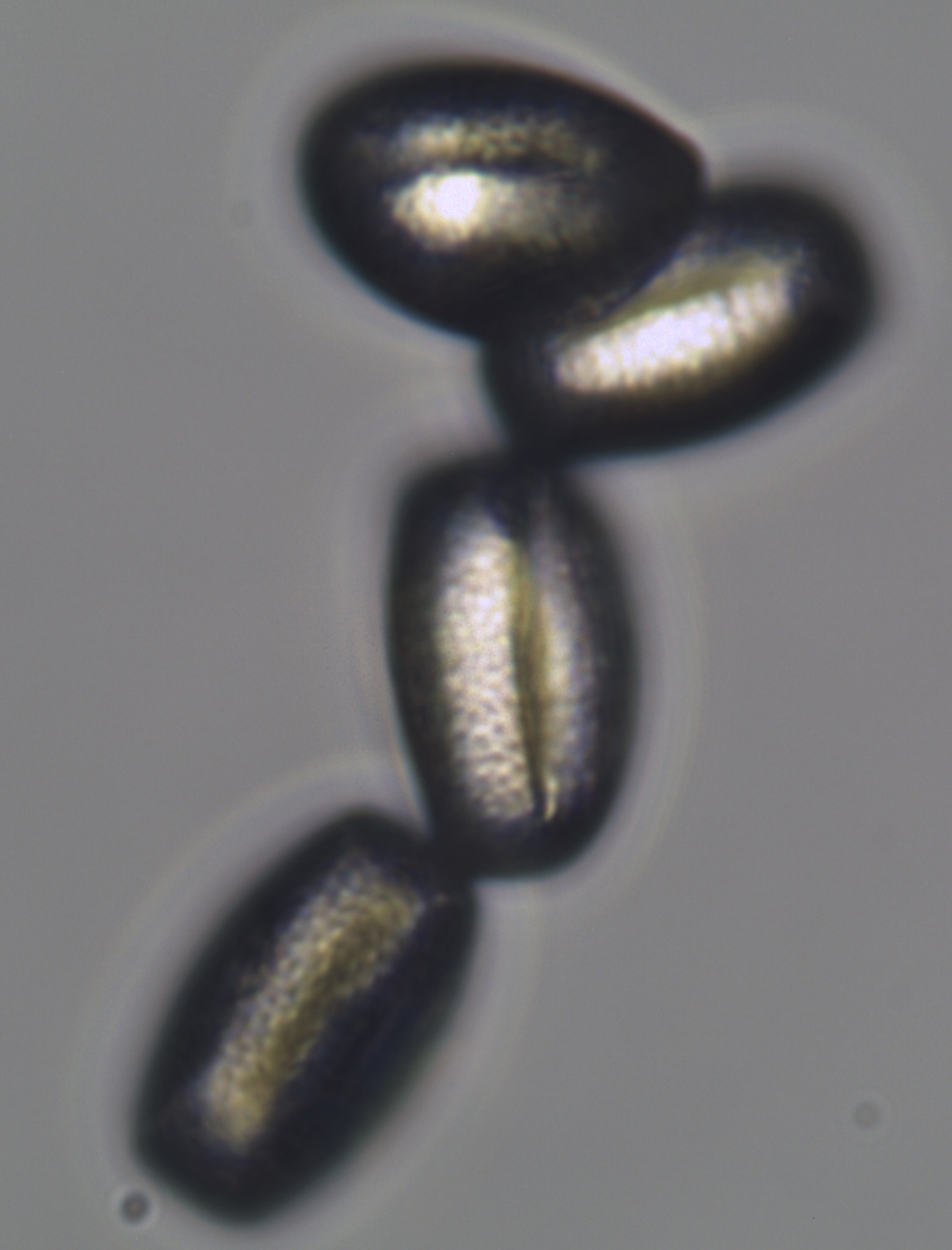
Pollen der Akelei (400×)

### Vegetative Merkmale
Akelei-Arten sind mehrjährige (meist drei- bis fünfjährige) bis ausdauernde krautige Pflanzen. Das reich verzweigte Wurzelsystem bildet schlanke, leicht verholzende Rhizome mit bleibender Pfahlwurzel als Überdauerungsorgan. Mit der Zeit erweitert sich die Pflanze um die Hypokotyl-Region oberhalb des Wurzelhalses in Form einer verdickten Sprossbasis oder Kormus, der an oder unterhalb der Bodenoberfläche bleibt. Diese Struktur hilft der Sprossachse bei der Überwinterung. Mit beständigem Wachstum über mehrere Saisonen hinweg, bilden sich neben der primären Blattkrone Seitenknospen, die neue Wachstumsachsen formen. An einer Pflanze stehen mehrere aufrechte, meist verzweigte Stängel zusammen.
Die Sämlinge besitzen zwei Keimblätter (Kotyledonen). Die Laubblätter stehen in grundständigen Blattrosetten zusammen. Zusätzlich sind etwas kleinere Blätter wechselständig und spiralig am Stängel verteilt. Diese können jedoch als Anpassung an trockenere Habitate oder Hochgebirgsstandorte auch ganz fehlen. Die Laubblätter sind in einen langen Blattstiel und eine Blattspreite gegliedert. Die ein- bis dreifach dreiteilig gefiederten Blattspreiten bestehen aus gelappten bis geteilten Fiederblättchen. Der Rand der Fiederblättchen ist gekerbt.

### Generative Merkmale

Blütendiagramm der Gattung Aquilegia. Zwei Innovationen der Gattung sowie naher verwandter der Hahnenfußgewächse sind durch die fünforganigen Blüten gegeben. Dabei sind die Entwicklung von Staminodien sowie der Nektarsporne evolutionsgeschichtlich neuere Entwicklungen.

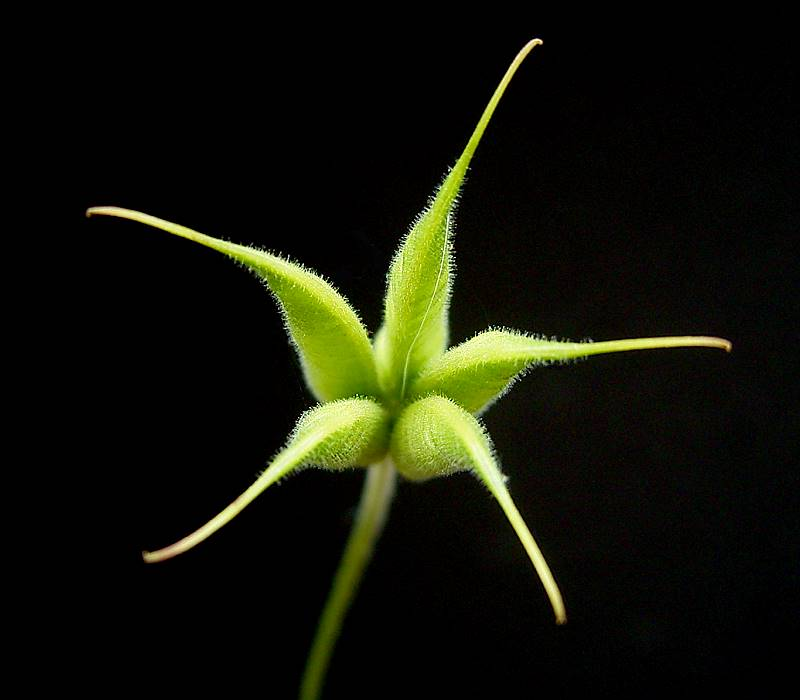
Fünf unreife Balgfrüchte der Gewöhnlichen Akelei (Aquilegia vulgaris)

Mit dem Übergang zum Blühen transformiert sich das apikale Meristem zu einem Blütenstand. Die Blüten stehen endständig, manchmal einzeln, aber meist in zwei bis zehn zymösen oder doldigen monochasialen oder dichasilen Blütenständen zusammen, mit laubblattähnlichen Hochblättern. Die zwittrigen, radiärsymmetrischen Blüten besitzen fünf Blattorgane und sind auch in fünfwirtligen Blüten geordnet. Im ersten Wirtel stehen die kronblattartigen Kelchblätter (Sepalen), die beim Anlocken von Bestäubern eine hervorstehende Funktion besitzen. Im zweiten Wirtel sind die durch einen rückwärts gerichteten Nektarsporn stark differenzierten Kronblätter (Petalen) angeordnet, die im Sporn Nektarien enthalten. Die Länge dieser Sporne variiert enorm von 9 bis 15 Zentimeter bei Aquilegia longissima und der spornlosen Aquilegia ecalcarata. Die Arten variieren aber auch in der Länge der Kronblattspreite und der Kurvatur des Sporns. Die Farben der Blütenhüllblätter reichen von weiß bis blau und gelb bis rot. Die fünf freien, kurz genagelten Kelchblätter sind ausgebreitet und 0,7 bis 5,1 Zentimeter lang. Die fünf mehr oder weniger aufrechten, freien Kronblätter sind mit weniger als 30 Millimeter meist kürzer als die Kelchblätter.
Die vielen Staubblätter sind in zehn Orthostichen zu je vier bis neun Wirteln angeordnet. Die der ersten Blüte folgenden Blüten haben dabei jeweils allmählich abnehmende Zahlen von Staubblattwirteln. Am apikalen Ende jeder Orthostiche findet sich ein neuartiges Blütenorgan, die etwa sieben schuppenförmigen, häutigen Staminodien. Diese sterilen, abgeplatteten Organe finden sich in allen Blüten ungeachtet ihrer Staubblattzahl. Die Staminodien bestehen aus einem zentralen Filament mit seitlicher Lamina und sind typischerweise farblos. Die ökologische Funktion dieser Organe wird nach wie vor diskutiert, aber es ist offensichtlich, dass sie auch dann noch an der Blüte verbleiben, wenn die anderen Blütenorgane abgefallen sind; sie bleiben als umschließender Kranz am Fruchtblatt. Eine Hypothese ist, dass diese Organe mit Mischungen aus Verteidigungssubstanzen gegen Herbivoren ausgestattet sind, um im frühen Stadium der Fruchtbildung einen Schutz zu bieten. Alle Aquilegia-Arten mit Ausnahme von Aquilegia jonesii besitzen solche Staminodien. Es befinden sich vier bis sechs freie Fruchtblätter im Zentrum der Blüte. Der Griffel ist etwa halb so lang wie der Fruchtknoten.
An den bei einer Länge von 3 bis 26 Millimeter schmalen, zylindrischen Balgfrüchten ist der Griffel deutlich erkennbar. Jede Balgfrucht enthält 10 bis 36 Samen. Die schwarzen, glatten Samen sind schmal und verkehrt-eiförmig.

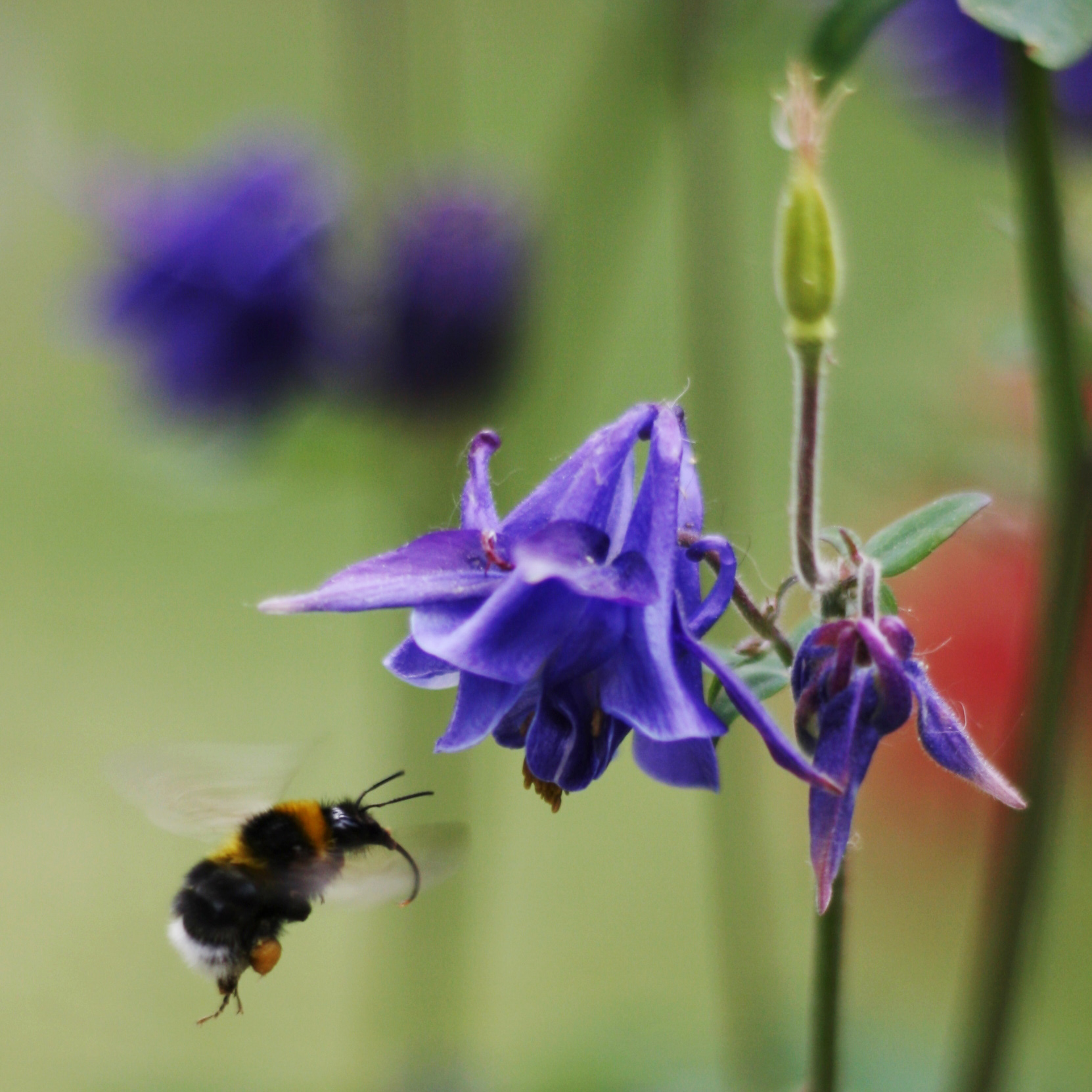
Hummeln sind die charakteristischen Bestäuber der Aquilegia vulgaris-Gruppe in Eurasien.

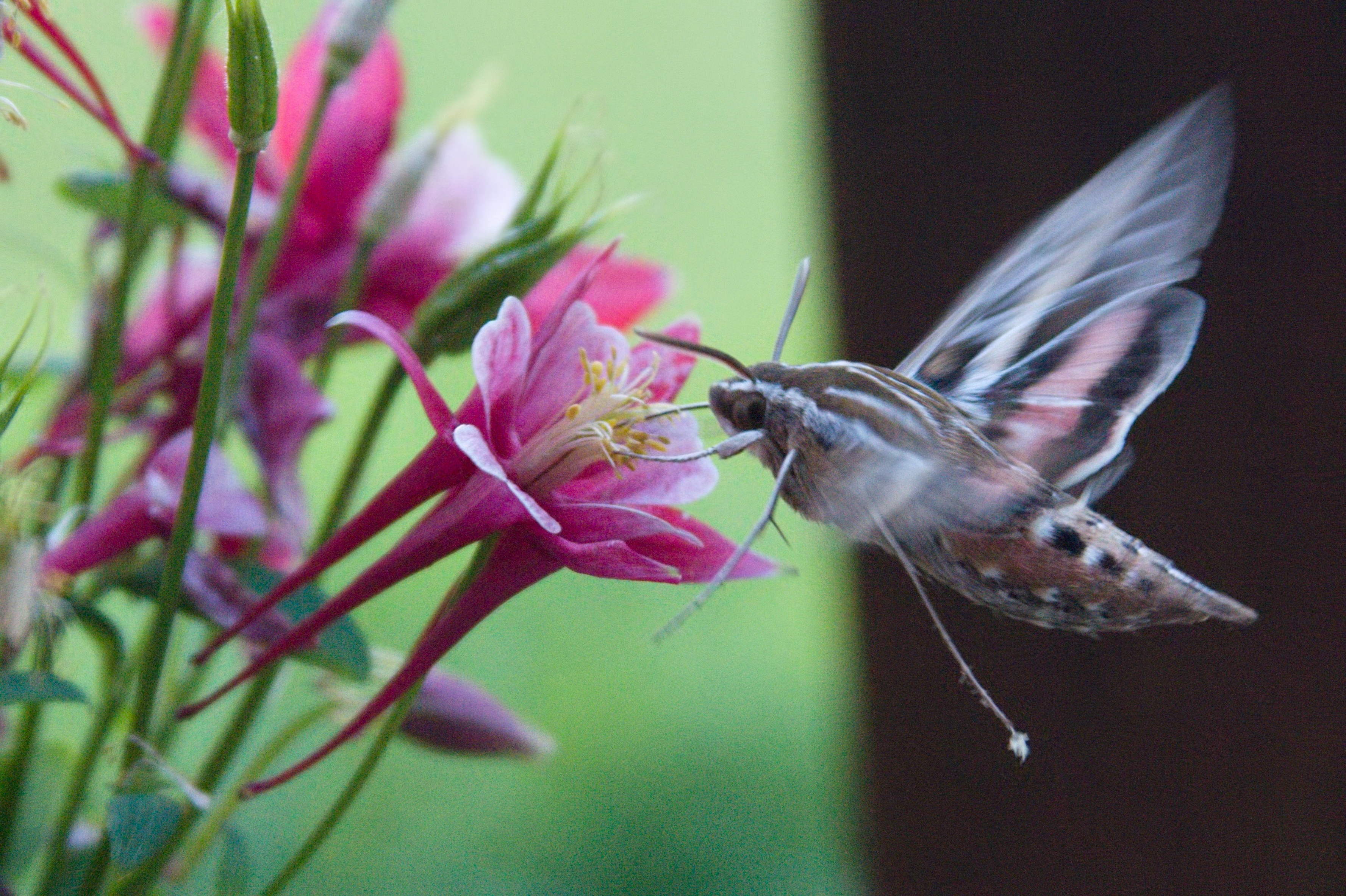
Zahlreiche nordamerikanische Akeleien sind auf die Bestäubung von Schwärmern spezialisiert.

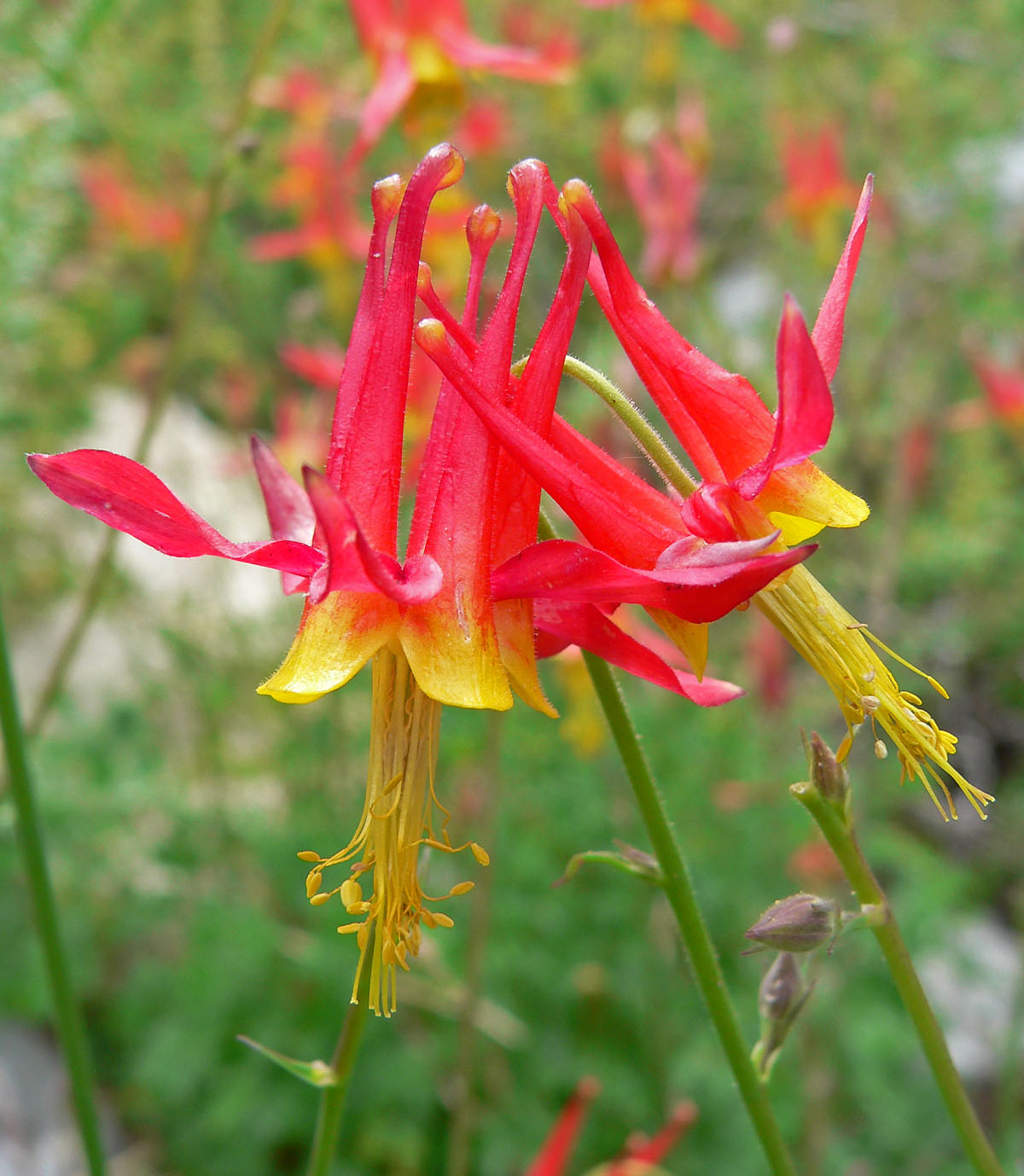
Aquilegia shockleyi gehört zur Gruppe der auf Kolibri-Bestäubung spezialisierten nordamerikanischen Arten.

## Ökologie und Evolution
Die Akeleien gehören zu den ursprünglichen Blütenpflanzen und haben daher einen relativ einfachen morphologischen Bauplan.
Die ursprünglichen Aquilegia-Arten sind vor etwa 6,18 bis 6,51 Mio. Jahren aus einem zentralasiatischen Verbreitungszentrum hervorgegangen. Sie bilden sowohl insgesamt als auch in den einzelnen Verbreitungsschwerpunkten eine monophyletische Gruppe (Monophylie).
Die Entstehung der Aquilegia-Arten wird für Europa dabei auf einen Zeitraum auf 1,25 bis 3,96 Mio. Jahren vor heute, für Nordamerika auf 1,42 bis 5,01 Mio. Jahren vor heute angegeben. Da keine fossilen Überreste von Aquilegia spec. gefunden werden, beruhen diese Datierungen auf molekulargenetischen Daten (Molekulare Uhr). Die Besiedlung Nordamerikas erfolgte nur einmal über die im Pliozän geöffnete Landverbindung von Beringia (Beringstraße als Landverbindung im geologischen Zeitraum von 5,5 bis 3,1 Mio. Jahren vor heute geöffnet).
Bei Aquilegia-Arten handelt es sich meist um Hemikryptophyten.
Die Benetzbarkeit der Blattoberfläche ist gering. Wasser perlt in Tropfen ab, wie es auch bei Lotosblumen beobachtet werden kann, und nimmt dabei auf der Oberfläche anhaftende Schmutzpartikel mit (Lotuseffekt).
Seit langer Zeit ist die Pflanzengattung Aquilegia für die Wissenschaft der Botanik wichtig. Die Gattung Aquilegia hat sich für das Verständnis evolutionsgeschichtlicher Abstammung von Blütenorganen und -morphologie in der Parallelentwicklung von Pflanzenarten und tierischen Bestäubern als eines der herausragenden Modelle herausgestellt. Dabei haben Aquilegia-Arten direktionale Anpassungen ihrer Nektarsporne an unterschiedliche Bestäuber wie Kolibri, Schwärmer und Hummeln vollzogen. Daher variieren die Längen der Nektarsporne zwischen 1 und 2 Millimeter sowie von 10 bis 12 Zentimeter, aber auch die Blütenfarben wie die -orientierung haben sich als direkt abhängig von bestäubenden Tieren herausgestellt (Hummelblüten sind blau-violett, Kolibriblüten rot, Schwärmerblüten weiß oder gelb). Sie haben sich dabei an eine Vielzahl unterschiedlicher Bestäuber angepasst: Schwebfliegen, Hummeln, Schwärmer und Kolibris.
In Eurasien und Nordamerika haben sich die Aquilegia-Arten evolutionär jedoch in relativ kurzer Zeit spezifisch unterschiedlich entwickelt: Während sich in Eurasien Aquilegia-Unterarten durch adaptive Radiation an unterschiedliche Habitate (Wald, Grasland, alpine Standorte) weiterentwickelten, die Blütenmodifizierung aber relativ unbedeutend blieb, so fand in der neuen Welt die blütenmorphologische Anpassung an unterschiedliche Bestäuber statt. Daher haben sich die europäischen Aquilegia-Arten überwiegend allopatrisch durch reliktische Isolation gebildet (lokale Endemiten), die amerikanischen dagegen auch sympatrisch durch Barrieren im Bestäubungsmechanismus. So sind die Blüten der eurasischen Akeleien noch immer auf Hummeln fixiert, während die amerikanischen Arten größere Vielfalt entwickelten und neben Arten mit Hummelbestäubung auch Formen entwickelten, die ganz oder überwiegend auf Kolibri- (Aquilegia flavescens, Aquilegia skinneri, Aquilegia formosa, Aquilegia canadensis, Aquilegia elegantula) oder Schwärmer-Bestäubung angelegt sind.
Aquilegia-Arten können sich durch das Fehlen von bestimmten fördernden Ausbreitungsmechanismen der kleinen Samen nicht über größere Distanzen ausbreiten. Sie treten dadurch auch oft nur lokal häufiger auf.

## Vorkommen
Die 70 bis 75 Aquilegia-Arten haben ihre Areale in den gemäßigten Gebieten der Nordhalbkugel (zirkumboreal): in Eurasien und Nordamerika. Dabei reicht das Gattungsareal nördlich in die boreale Zone und südlich bis in die Berge Nordmexikos und Nordafrikas. Verbreitungsschwerpunkt sind die zentralasiatischen Gebirge in Südsibirien mit etwa zehn Arten. Die Arten verteilen sich zu je ungefähr einem Drittel auf die Kontinente Nordamerika, Asien und Europa.

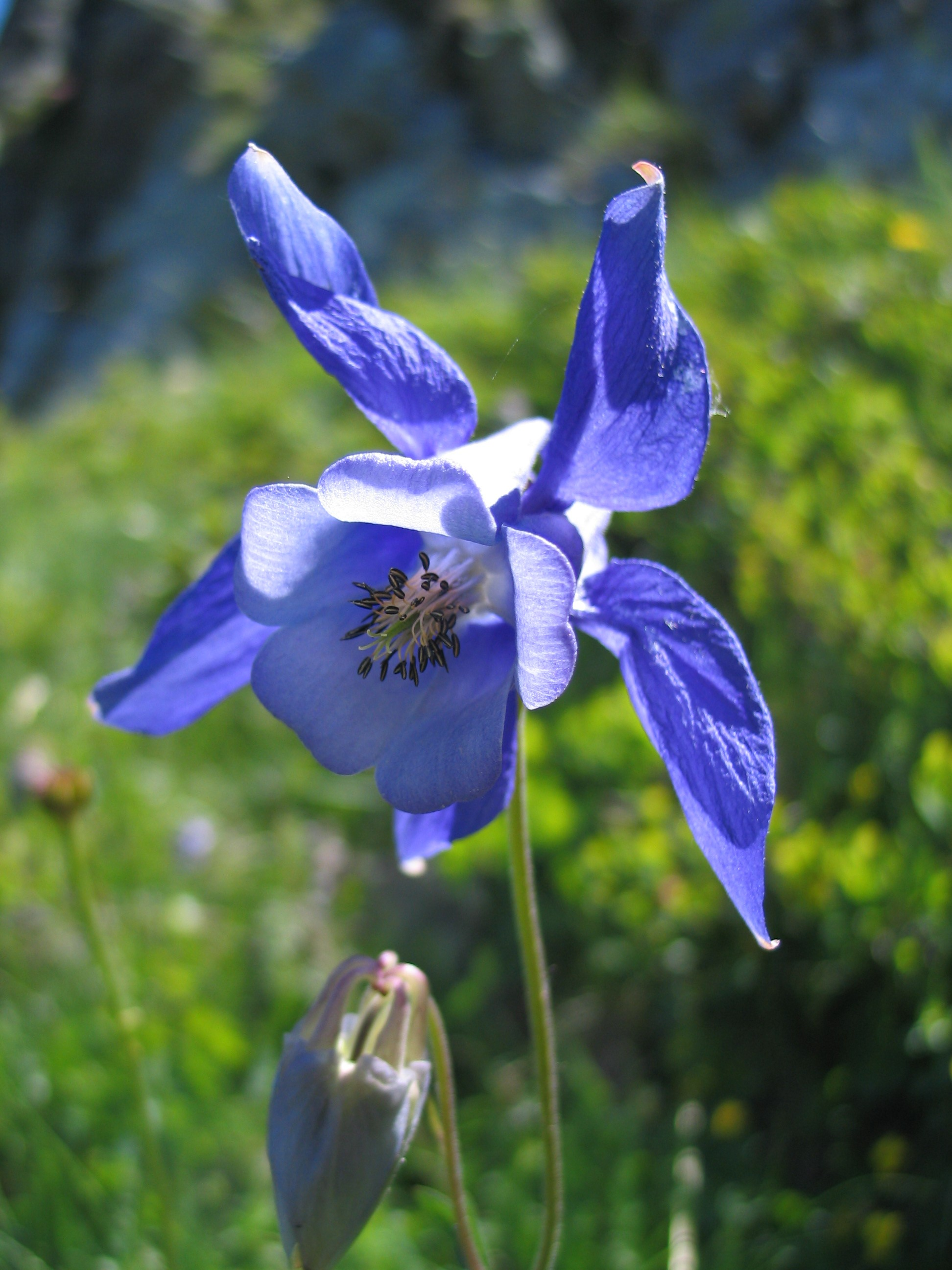
Alpen-Akelei (Aquilegia alpina)

Die Aquilegia-Arten besiedeln eine Vielzahl unterschiedlicher Habitate, von Oasen in Trockengebieten bis zu alpinen Grasländern, Felsheiden oder temperaten Wäldern, von der Meeresküste bis zu den Hängen des Himalaya, der Rocky Mountains oder der Alpen. Sie gedeihen von der Wüste (Aquilegia skinneri oder Aquilegia chrysanta) bis ins Hochgebirge (Aquilegia dinarica oder Aquilegia jonesii). Bestimmte Arten besiedeln als Generalisten eine Vielzahl von Habitaten; so findet sich Aquilegia vulgaris sowohl in Fels-, Wald und Grasvegetation. Spezialisten sind dann oft an felsige oder Gebirgsstandorte angepasst, was bei den europäischen Akeleien insbesondere auf einige der seltenen endemischen Arten Südeuropas und der Alpen zutrifft (beispielsweise Aquilegia alpina, Aquilegia dinarica, Aquilegia kitaibelii).

## Europäische Artkomplexe und Chromosomensätze

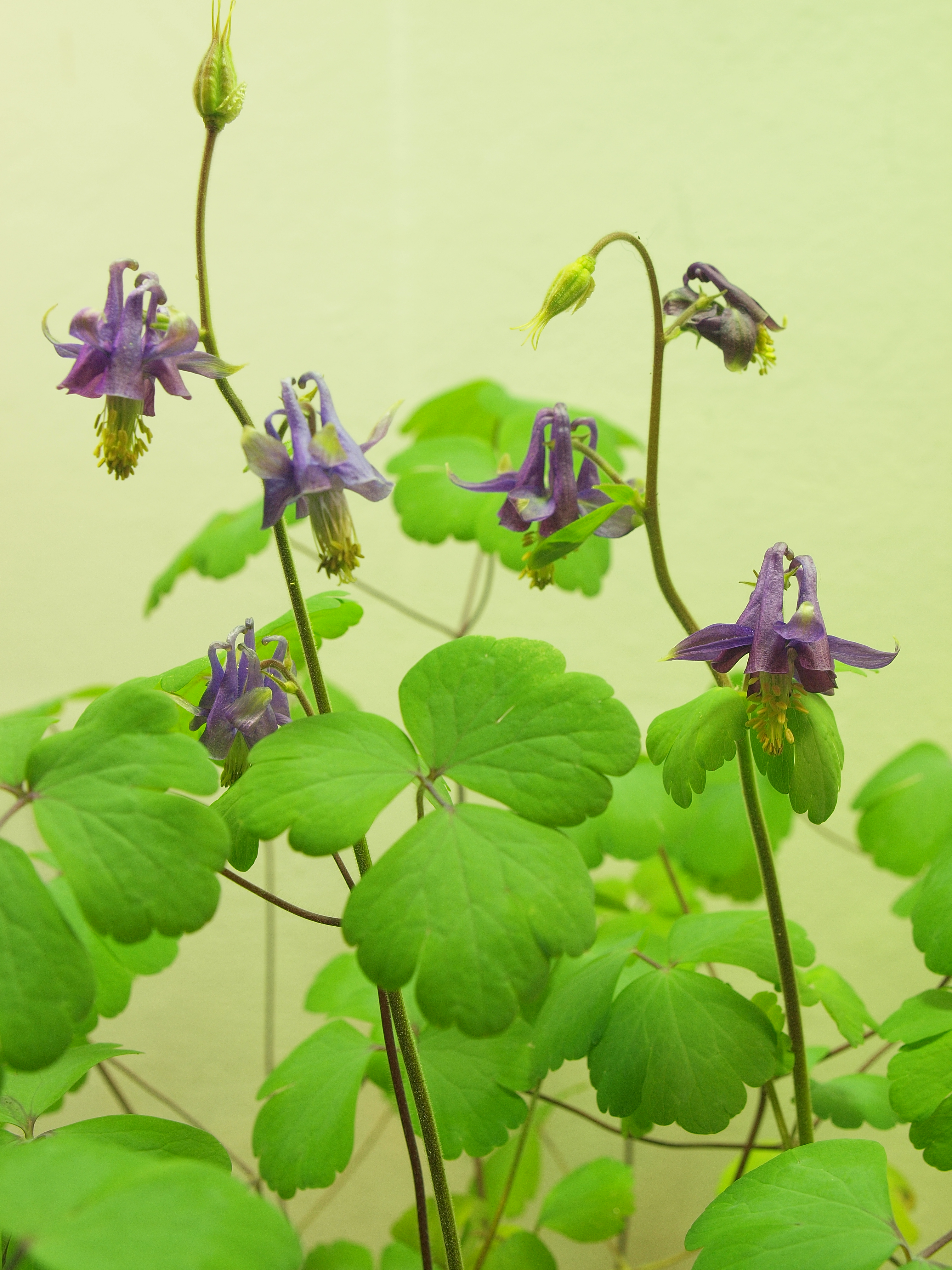
Eine endemische europäische Waldakelei aus Westmontenegro mit besonders weit hervortretenden Staubblättern ist die Angenehme Akelei. Die Stamina ragen bei der Art 6 mm aus den Petalen hervor. Ob dieses Merkmal blütenbiologische Hintergründe hat, wurde bis heute nicht hinreichend untersucht.

In Mitteleuropa kommen sechs Aquilegia-Arten vor. Sie werden aufgrund morphologischer Eigenschaften in die Gruppen des Vulgaris-Komplexes sowie des Alpina-Komplexes eingeteilt. Zur taxonomischen Unterscheidung der europäischen Arten dienen insbesondere eine Kombination aus Blütenmerkmalen sowie von Blatt- und Stängelbehaarung. Die im südlichen Mitteleuropa untereinander schwierig zu trennende Gewöhnliche Akelei (Aquilegia vulgaris) und Dunkle Akelei (Aquilegia nigricans) können in der Regel nur über das Hervortreten der Staubblätter, die entweder aus den Petalen herausragen oder von diesen eingeschlossen werden sowie dem Vorkommen oder Fehlen drüsiger Behaarung am Stängel eindeutig unterschieden werden. Zudem ist die Blütenfarbe bei der Dunklen Akelei ein Purpur-violett, bei der Gewöhnlichen Akelei ein Blau-violett. In Südeuropa sind die Merkmalskomplexe jedoch auch über Merkmale der Blattsegmente eindeutiger: die Dunkle Akelei hat hier tief eingeschnittene Loben der Blattsegmente. Die zur Dunklen Akelei wahrscheinlich eng verwandte Angenehme Akelei (Aquilegia grata) hat die kürzesten Petalen aller europäische Akeleien. Mit 6 mm ragen bei der Angenehmen Akelei auch die Staubblätter weit aus den Petalen heraus. Gleichfalls ist die Schwarzviolette Akelei (Aquilegia atrata) mit den 5 mm aus den Petalen herausragenden Staubblättern und der sehr dunklen Blütenfarbe auffällig. Gut ansprechbar sind zudem die Alpen-Akelei (Aquilegia alpina) mit den besonderes großen blauen Blüten sowie die Kleinblütige Akelei (Aquilegia einseleana), die bereits zum alpinen Komplex der Akeleien zählt. Da Akeleien generell hohe Ansprüche an die Wasserversorgung haben, werden sie in subtropischen Lagen Südeuropas durch spezielle Gebirgssippen vertreten. Es sind die auf der Balkanhalbinsel wachsende Dinarische Akelei (Aquilegia dinarica), Aquilegia nikolicii, Aquilegia ottonis und die Kitaibel-Akelei (Aquilegia kitaibelliana), die in Kalkgebirgen oberhalb der Baumgrenze an feuchten Quellnischen oder an abschattigen Felsvorsprüngen wachsen. Sie bleiben aber in den Trockenklimaten rar und meist sehr örtlich vorkommend.
Bis heute ist es nicht möglich, die über zwanzig europäischen Akeleien über genetische Sequenzen zu unterscheiden, zu den amerikanischen sowie den asiatischen Sippen wurden aber genetische Diskriminanten gefunden. Durch die enge Verwandtschaft aller Aquilegia-Arten blieben bei infraspezifischen Kreuzungen selbst die geographisch entferntesten Arten immer fertil. Damit besitzt die Gattung auch keine polyploiden Vertreter. Das heißt, alle Aquilegia-Arten und selbst infraspezifische Hybriden bleiben in ihrem Chromosomensatz immer diploid. Aufgrund dieser als „religiös“ beschriebenen Diploidie wurden auch alle Aquilegia-Taxa in Bezug zu einer Arten-Herde (engl. „Species Flock“) gesetzt. Es wurden beispielsweise 2n = meist 14, seltener 16, 18 oder 20 gefunden.

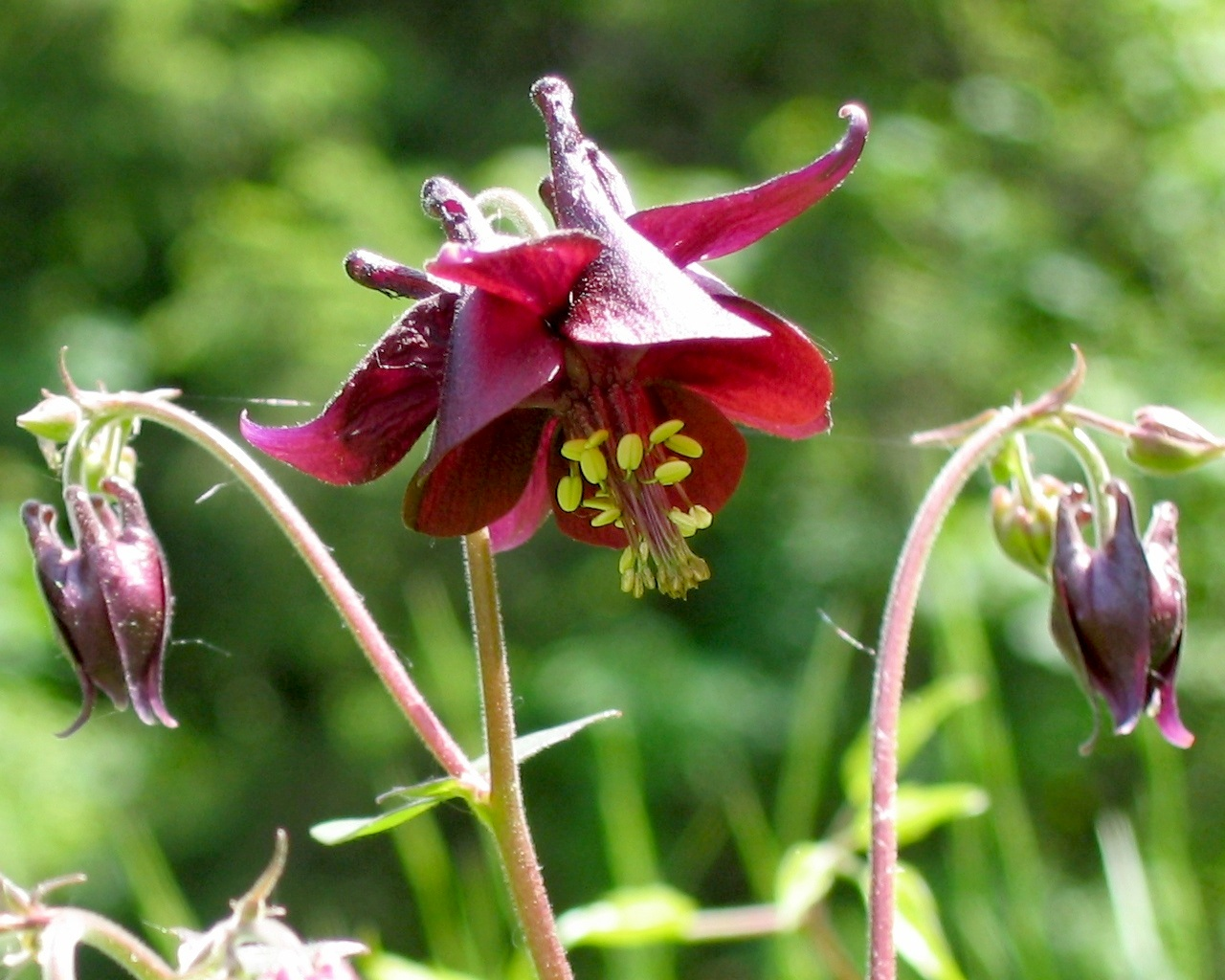
Schwarzviolette Akelei
(Aquilegia atrata)

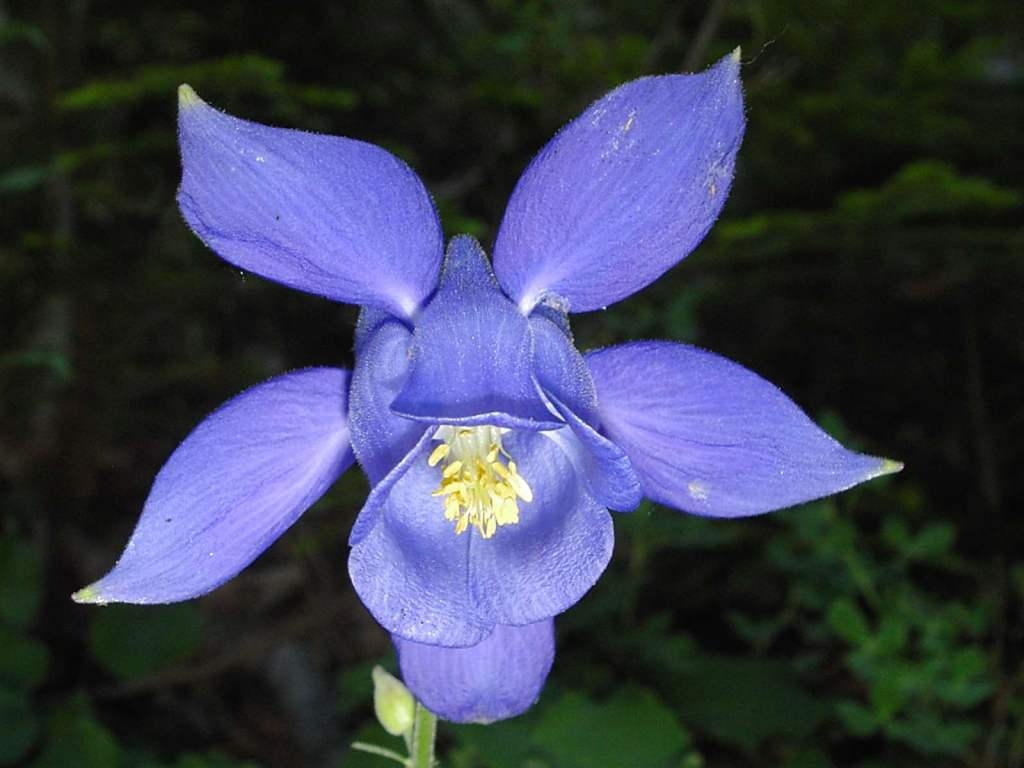
Bertoloni-Akelei (Aquilegia bertolonii)

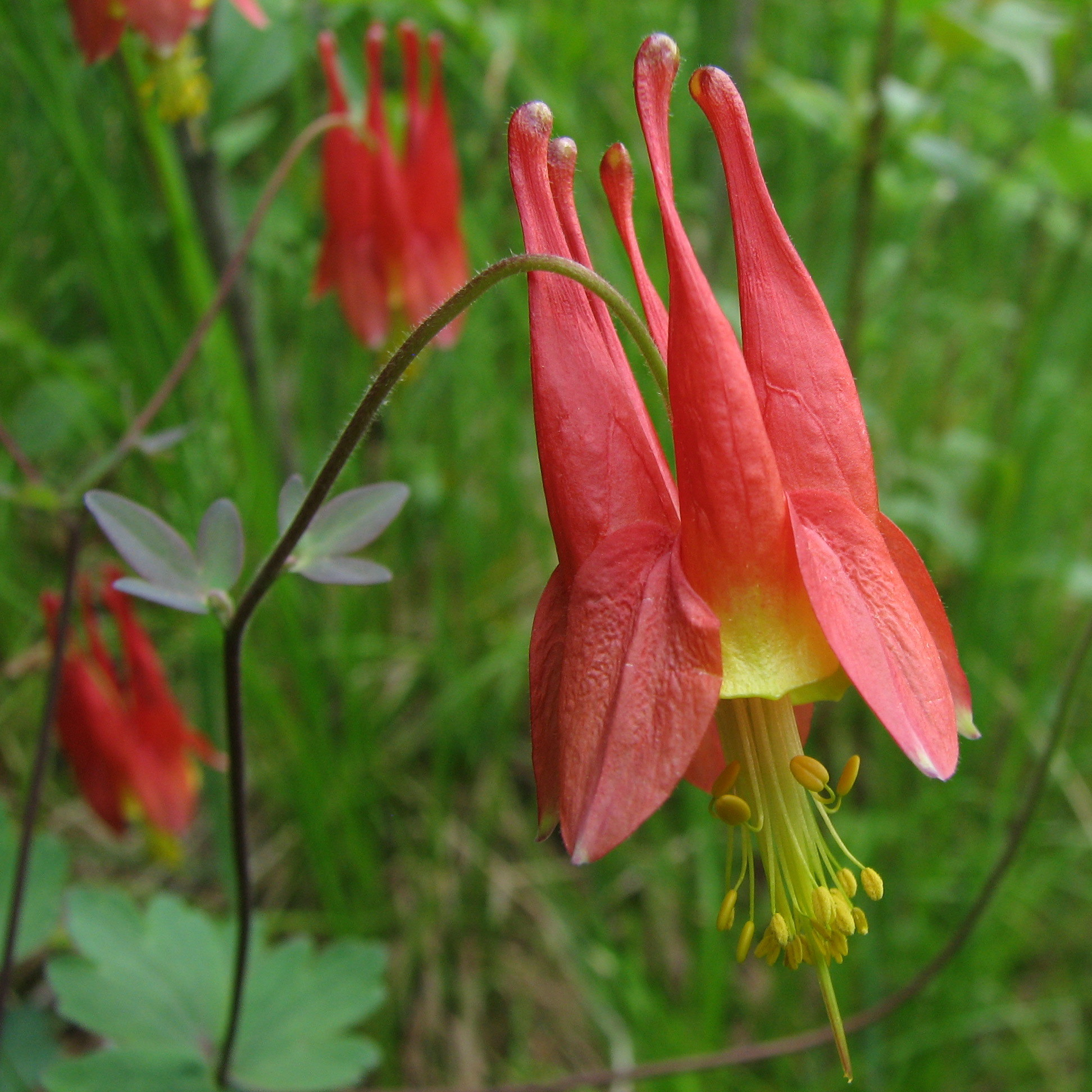
Rote Akelei
(Aquilegia canadensis)

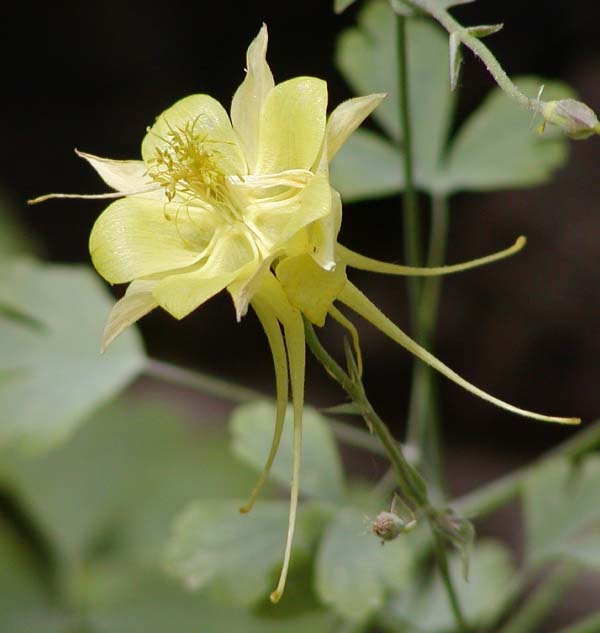
Goldsporn-Akelei (Aquilegia chrysantha)

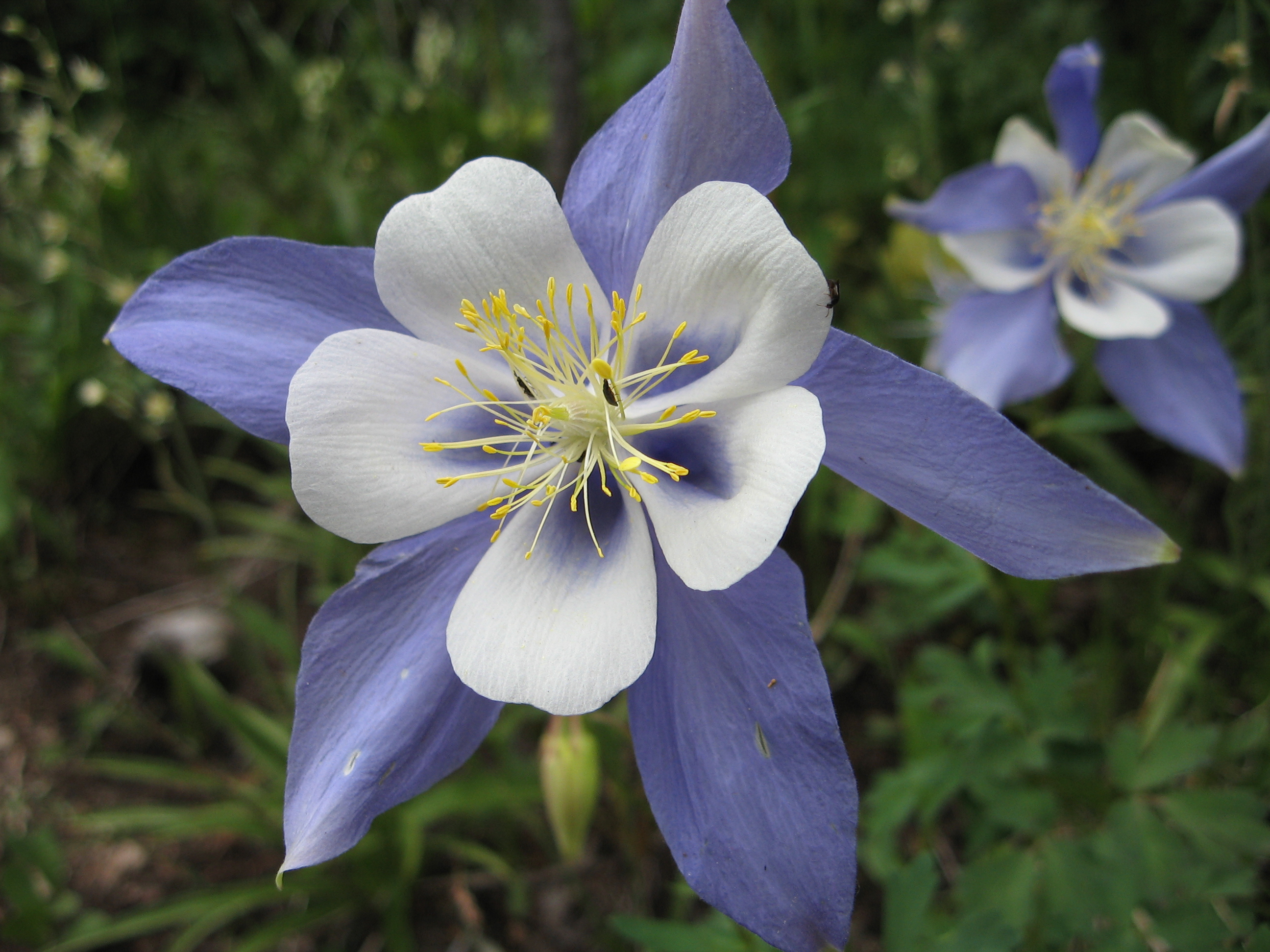
Rocky-Mountains-Akelei
(Aquilegia coerulea)

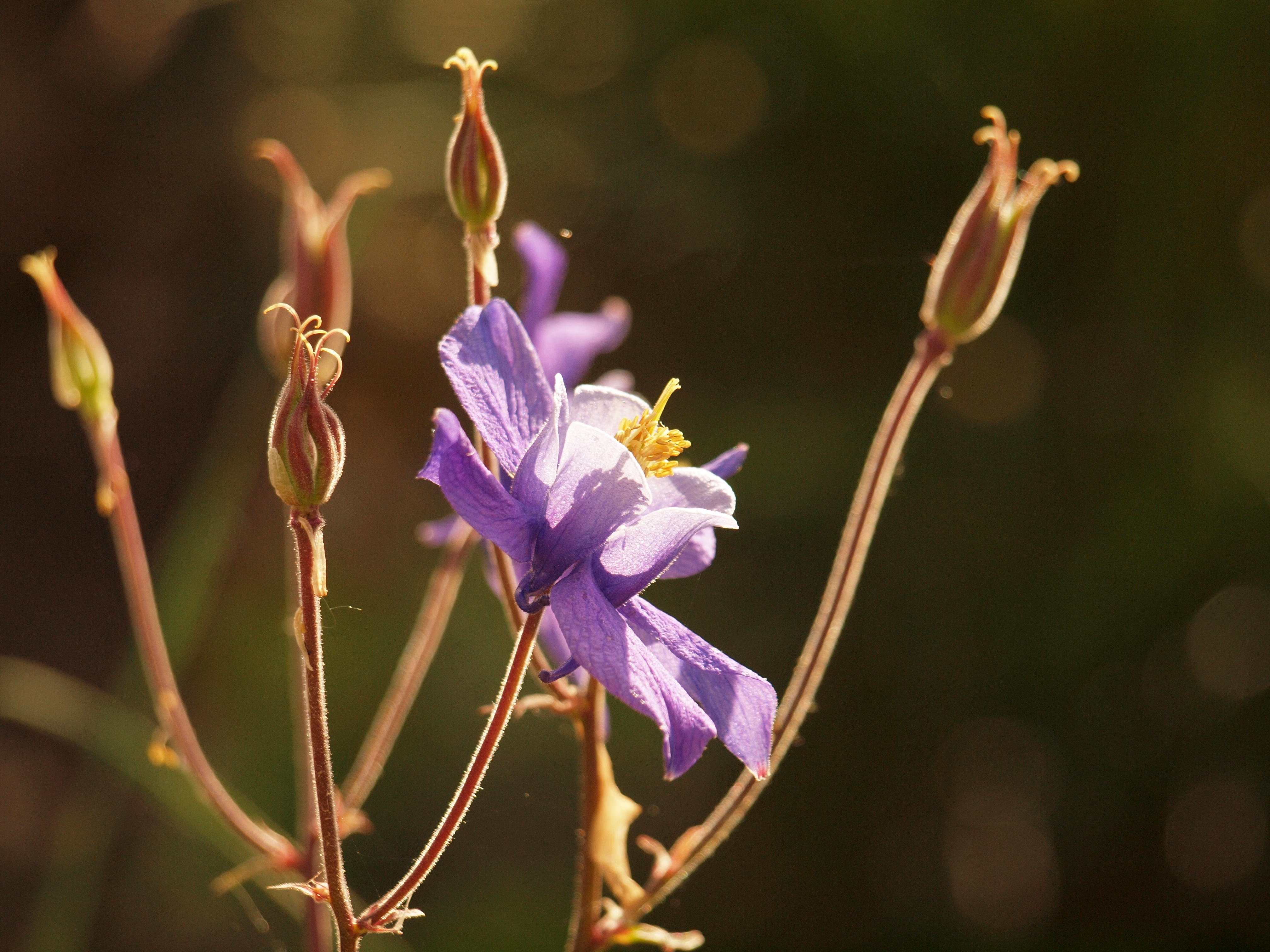
Blüte und Balgfrüchte der Dinarischen Akelei (Aquilegia dinarica)

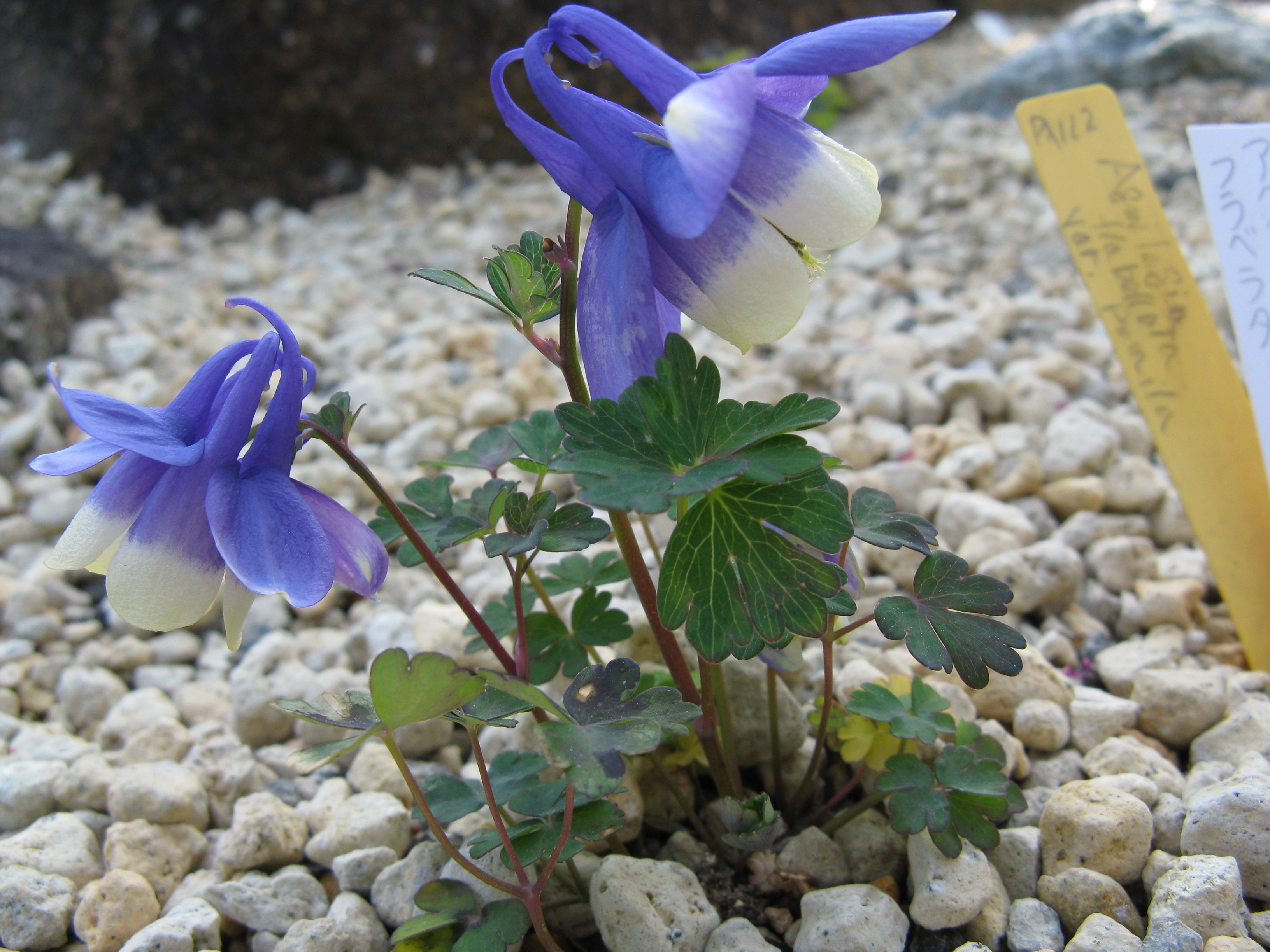
Zwerg-Akelei (Aquilegia flabellata var. pumila)

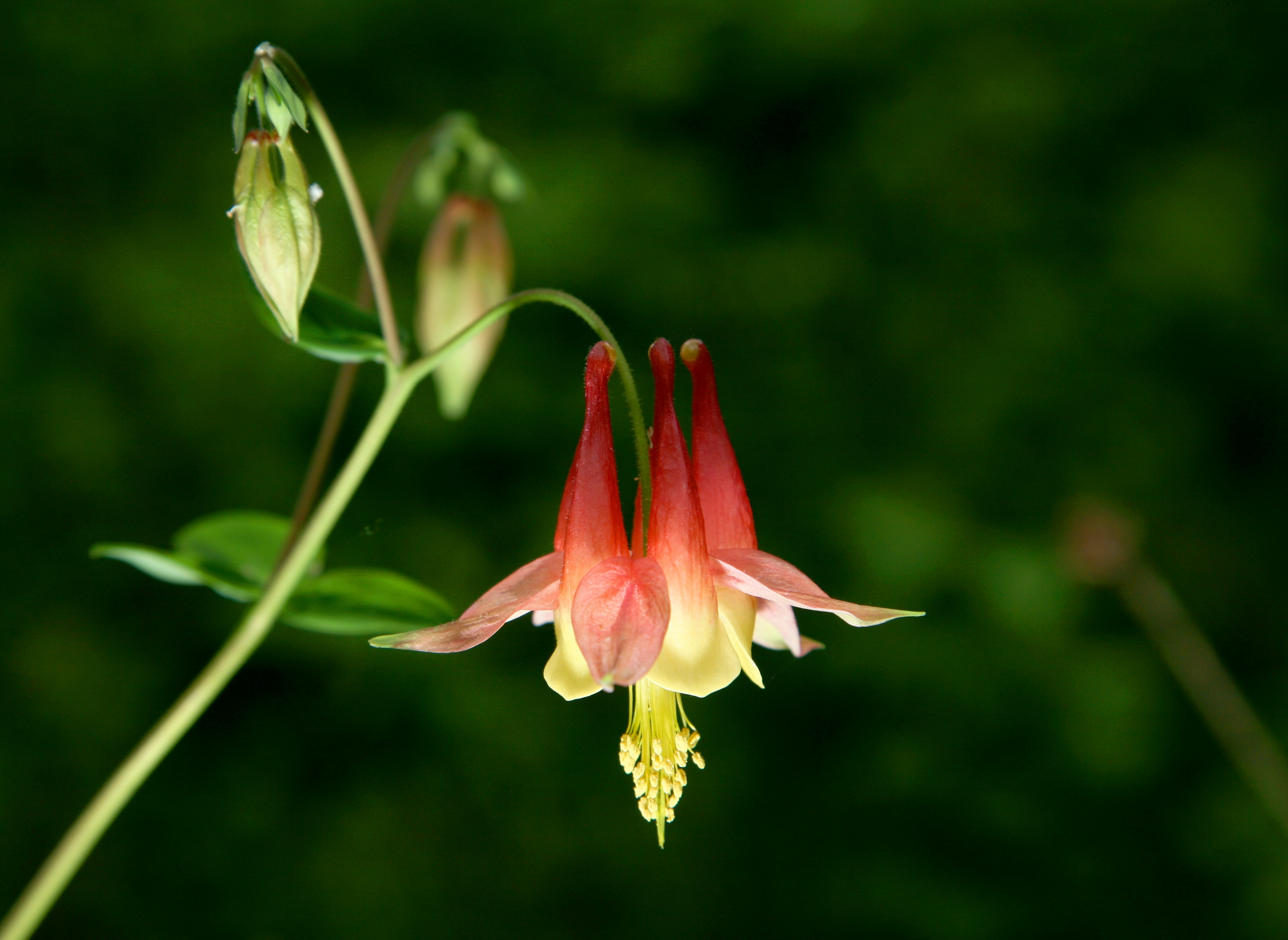
Schöne Akelei
(Aquilegia formosa)

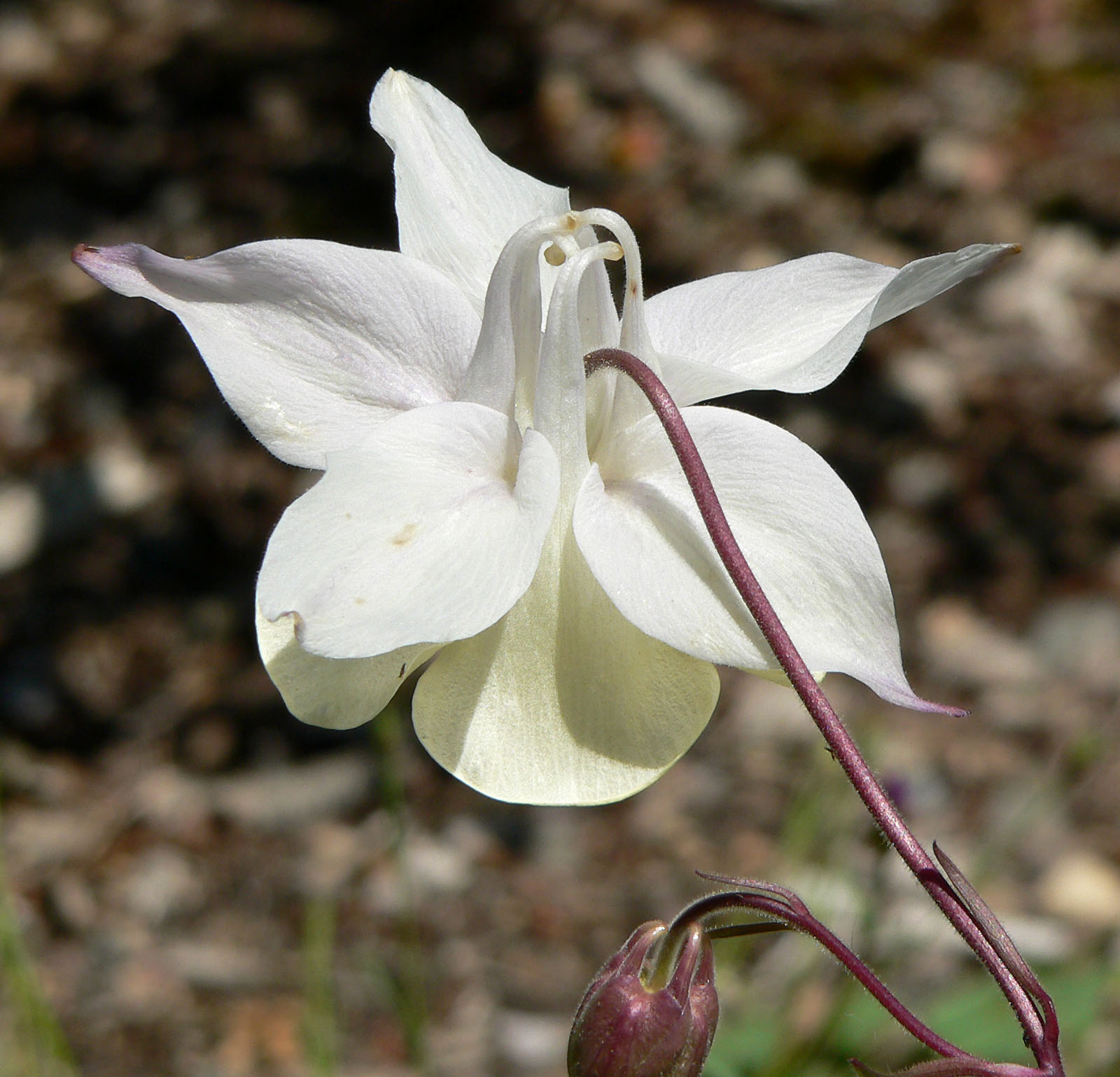
Von der Rückseite sind die Sporne am besten zu erkennen: Wohlriechende Akelei (Aquilegia fragrans)

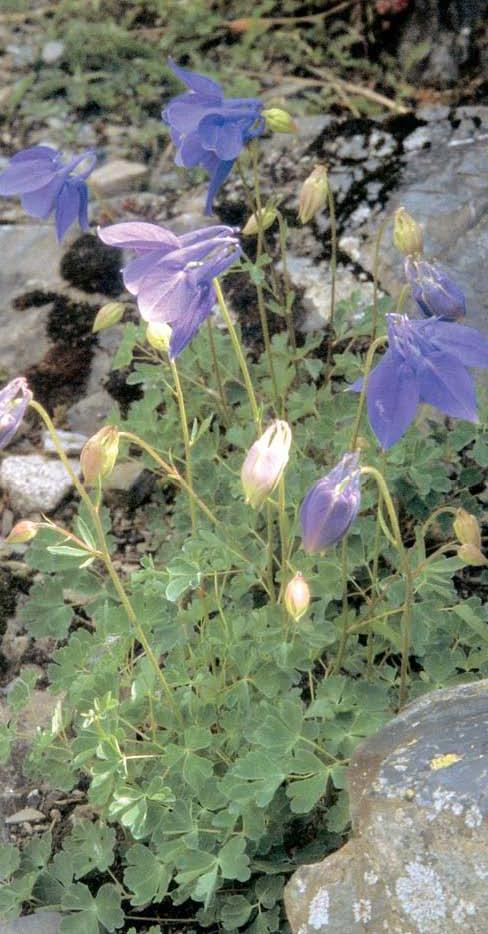
Pyrenäen-Akelei (Aquilegia pyrenaica)

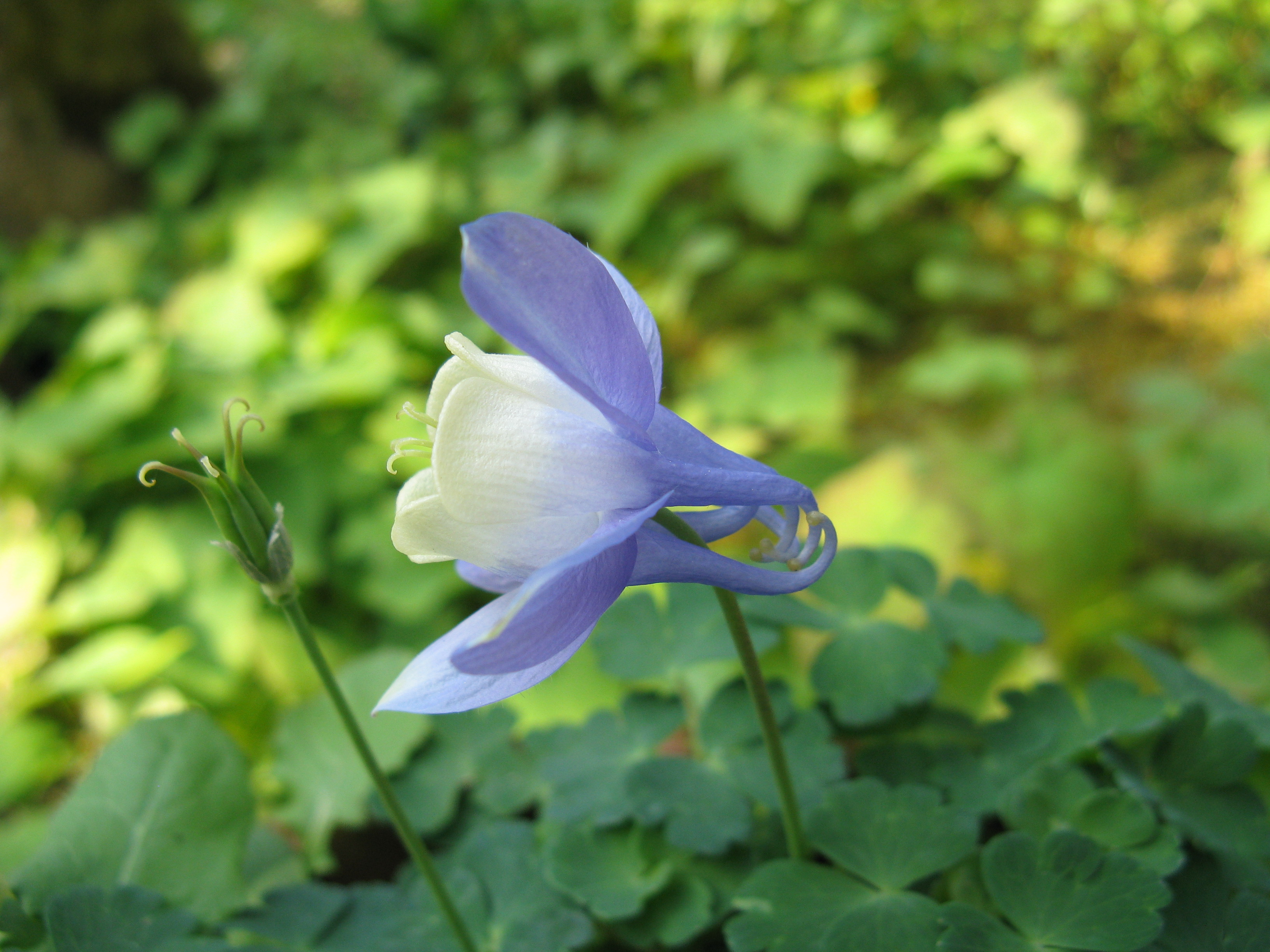
Sibirische Akelei (Aquilegia sibirica)

## Systematik und Verbreitung
Die Gattung Aquilegia wurde 1753 durch Carl von Linné in Species Plantarum, Tomus I, S. 533 aufgestellt. Der wissenschaftliche Gattungsname Aquilegia setzt sich aus zwei lateinischen Wortelementen zusammen: aqua für Wasser und legere für sammeln, also Wassersammler(in) und bezieht sich auf den in den Spornen angesammelten Nektar, mit dem bestäubende Insekten angelockt werden.
Die Gattung Aquilegia gehört zur Subtribus Isopyrinae aus der Tribus Isopyreae in der Unterfamilie Isopyroideae innerhalb der Familie Ranunculaceae.
In der Gattung Aquilegia gibt es etwa 70 bis 75 Arten:
- Aquilegia afghanica (Brühl) T.Durand & B.D.Jacks.: Sie kommt in Pakistan vor.[19]
- Alpen-Akelei[22] (Aquilegia alpina L.): Sie gedeiht in Europa in den Westalpen und im Apennin.
- Aquilegia amurensis Kom.: Sie kommt in Sibirien und in Russlands Fernem Osten vor.[19]
- Schwarzviolette Akelei (Aquilegia atrata W.D.J.Koch), Syn.: Aquilegia vulgaris subsp. atrata (W.D.J.Koch & Gaudin): Sie gedeiht in Europa in den Westalpen und im Apennin.
- Aquilegia atrovinosa Popov & Gamajun.: Sie kommt in Kasachstan und im nördlichen Teil des uigurischen autonomen Gebiet Xinjiang vor.[20]
- Gold-Akelei (Aquilegia aurea Janka): Sie kommt in Bulgarien und Nordmazedonien vor.[23]
- Aquilegia baluchistanica Qureshi & Chaudhri: Sie kommt in Pakistan vor.[19]
- Aquilegia barbaricina Arrigoni & E.Nardi: Dieser Endemit kommt nur auf Sardinien vor.[23]
- Aquilegia barnebyi Munz: Sie kommt in den US-Bundesstaaten Utah sowie Colorado in Höhenlagen von 1500 bis 2600 Metern vor.[7]
- Korsische Akelei (Aquilegia bernardii Gren. & Godr.): Dieser Endemit kommt nur auf Korsika vor.[23]
- Bertoloni-Akelei (Aquilegia bertolonii Schott): Sie kommt im südöstlichen Frankreich sowie nordwestlichen Italien vor.
- Aquilegia borodinii Schischk.: Sie kommt in Sibirien vor.[19]
- Aquilegia brachyceras Fisch. & C.A.Mey. ex Turcz.: Sie kommt in Sibirien vor.[19]
- Aquilegia brevistyla Hook.: Sie kommt in Nordamerika in Kanada und in den nördlichen Vereinigten Staaten vor.[19]
- Japanische Akelei (Aquilegia buergeriana Sieb. & Zucc.): Sie kommt in Japan vor.
- Rote Akelei (Aquilegia canadensis L.): Sie ist in Nordamerika in Kanada und den USA verbreitet.[7]
- Aquilegia champagnatii Moraldo, Nardi & la Valva: Sie kommt nur in Italien vor.[23]
- Aquilegia chaplinei Standl. ex Payson: Sie kommt in Texas und in New Mexico vor.[19]
- Aquilegia chitralensis Qureshi & Chaudhri: Sie kommt in Pakistan vor.[19]
- Goldsporn-Akelei (Aquilegia chrysantha A.Gray): Sie ist von den USA bis ins nördliche Mexiko verbreitet.
- Rocky-Mountains-Akelei (Aquilegia coerulea E.James): Sie gedeiht in den Rocky Mountains von den Vereinigten Staaten und von Mexiko.[7]
- Aquilegia colchica Kem.-Nath.: Sie kommt nur in Georgien vor.[19]
- Aquilegia ×cultorum Bergmans
- Einöde-Akelei (Aquilegia desertorum (M.E.Jones), A.Heller): Sie gedeiht in Höhenlagen von 2000 bis 2500 Metern in den US-Bundesstaaten Arizona, New Mexico sowie Utah.[7]
- Dinarische Akelei (Aquilegia dinarica Beck): Sie kommt auf der Balkanhalbinsel vor.[23]
- Aquilegia discolor Levier & Leresche: Dieser Endemit kommt nur im nördlichen Spanien vor.[23]
- Aquilegia dumeticola Jord.: Sie kommt in Italien und auf der Balkanhalbinsel[23] vor, wird aber auch von manchen Autoren zur Gewöhnlichen Akelei (Aquilegia vulgaris) gerechnet.
- Spornlose Akelei (Aquilegia ecalcarata Maxim.): Sie ist in China verbreitet.
- Kleinblütige Akelei (Aquilegia einseleana F.W.Schultz): Sie gedeiht in Europa in den Alpen.
- Aquilegia elegantula Greene: Sie ist von westlichen Vereinigten Staaten bis ins nördliche Mexiko in Höhenlagen von 1500 bis 3500 Metern verbreitet.[7]
- Aquilegia euchroma Rech. f.: Sie kommt in Afghanistan vor.[19]
- Serpentin-Akelei (Aquilegia eximia Van Houtte ex Planch.): Sie kommt nur in Kalifornien vor.[19]
- Kurilen-Akelei (Aquilegia flabellata Sieb. & Zucc., Syn.: Aquilegia akitensis Huth), Heimat: Japan, Sachalin, Kurilen, mit den Varietäten:
  - Aquilegia flabellata Sieb. & Zucc. var. flabellata
  - Zwerg-Akelei (Aquilegia flabellata var. pumila (Huth) Kudō)
- Gelbliche Akelei (Aquilegia flavescens S.Watson), Heimat: westliches Kanada, westliche Vereinigte Staaten in Höhenlagen von 1300 bis 3500 Metern.[7]
- Schöne Akelei (Aquilegia formosa Fisch. ex DC.), Heimat: Alaska, Kanada, USA.[7]
- Wohlriechende Akelei[22] (Aquilegia fragrans Benth.): Sie gedeiht in Höhenlagen von 2400 bis 3600 Metern im Himalaja (Pakistan sowie westliches Indien).
- Drüsige Akelei (Aquilegia glandulosa Fisch. ex Link): Sie ist in Sibirien, Zentralasien, Mongolei sowie im chinesischen Xinjiang verbreitet.
- Aquilegia gracillima Rech. f.: Sie kommt in Afghanistan vor.[19]
- Angenehme Akelei (Aquilegia grata Zimmeter): Dieser Endemit kommt in Montenegro nur im Orjen vor.[24] Nach Euro+Med kommt sie auch in Bosnien und Herzegowina sowie in Serbien vor.[23]
- Aquilegia ×helenae Arends (= Aquilegia flabellata × Aquilegia coerulea)
- Aquilegia hinckleyana Munz: Sie kommt nur in Texas vor.[19]
- Aquilegia incurvata P.K.Hsiao: Sie kommt in China in den Provinzen Gansu, Shaanxi und Sichuan vor.[19]
- Kalk-Akelei oder Jones-Akelei (Aquilegia jonesii Parry): Sie kommt in Alberta, Montana und Wyoming in Höhenlagen von 1800 bis 2400 Metern vor.[7]
- Aquilegia kareliniana C.A.Mey. ex Trautv.: Sie kommt in Kasachstan, in Kirgisistan und in Indien in Uttar Pradesh vor.[19]
- Kitaibel-Akelei (Aquilegia kitaibelii Schott): Sie kommt in Kroatien sowie Bosnien und Herzegowina vor.[23]
- Aquilegia kurramensis Qureshi & Chaudhri: Sie kommt in Pakistan vor.[19]
- Aquilegia lactiflora Kar. & Kir.: Sie kommt in Kasachstan, Kirgisistan, Turkmenistan und in der chinesischen Provinz Xinjiang vor.[19]
- Wyoming-Akelei (Aquilegia laramiensis A.Nelson): Sie gedeiht in Höhenlagen von 2000 bis 2500 Metern nur im US-Bundesstaat Wyoming.
- Aquilegia litardierei Briq.: Dieser Endemit kommt nur auf Korsika vor.[23]
- Langsporn-Akelei (Aquilegia longissima A.Gray ex S.Watson): Sie kommt in Arizona, Texas und im nordöstlichen Mexiko vor.[7]
- Aquilegia maimanica Rech. f.: Sie kommt in Afghanistan vor.[19]
- Aquilegia micrantha Eastw.: Sie kommt in den US-Bundesstaaten Utah, Colorado sowie Arizona vor in Höhenlagen von 1000 bis 2500 Metern Meereshöhe vor.[7]
- Aquilegia microcentra Rech. f.: Sie kommt in Afghanistan vor.[19]
- Aquilegia moorcroftiana Wall. ex Royle: Sie kommt in Afghanistan, in Indien, Nepal, in Pakistan und in Xizang vor.[19]
- Dunkle Akelei[22] (Aquilegia nigricans Baumg., Syn.: Aquilegia vulgaris subsp. nigricans (Baumg.) Domin): Sie kommt in Europa hauptsächlich im Südosten vor.
- Aquilegia nikolicii (Niketić) Niketić & Cikovac: Sie kommt in Serbien, Bosnien-Herzegowina sowie in Montenegro vor.[24]
- Schnee-Akelei (Aquilegia nivalis Falc. ex B.D.Jacks.): Sie kommt nur in Kaschmir vor.
- Aquilegia nugorensis Arrigoni & E.Nardi: Dieser Endemit kommt nur auf Sardinien vor.[23]
- Aquilegia nuragica Arrigoni & E.Nardi: Dieser Endemit kommt nur auf Sardinien vor.[23]
- Kaukasische Akelei (Aquilegia olympica Boiss.), Heimat: Kaukasusraum, Transkaukasien, Türkei, nördlichen Iran
- Aquilegia ottonis Orph. ex Boiss.: Die drei Unterarten kommen in Europa im Apennin sowie auf der Balkanhalbinsel vor:
  - Balkanische Akelei (Aquilegia ottonis subsp. amaliae (Heldr. ex Boiss.) Strid): Sie kommt in Albanien und in Griechenland vor.[23]
  - Aquilegia ottonis subsp. ottonis: Sie kommt in Griechenland vor.[23]
  - Aquilegia ottonis subsp. taygetea (Orph.) Strid: Sie kommt nur in Südgriechenland vor.[23]
- Aquilegia oxysepala Trautv. & C.A.Mey., Heimat: Ostsibirien, Nordchina, Mandschurei, Korea, Japan
- Aquilegia pancicii Degen: Sie kommt nur in Serbien vor.[23]
- Aquilegia parviflora Ledeb.: Sie kommt im asiatischen Russland, in der Mongolei und in China vor.[19]
- Kalifornische Akelei[22] (Aquilegia pubescens Coville): Sie gedeiht nur an Felsen in Höhenlagen von 3000 bis 4000 Metern in Kalifornien.[7]
- Aquilegia pubiflora Wall. ex Royle: Sie kommt in Afghanistan, Pakistan, Indien und Nepal vor.[19]
- Pyrenäen-Akelei[22] (Aquilegia pyrenaica DC.), Europa: Spanien und Frankreich, mit vier Unterarten:
  - subsp. cazorlensis (Heywood) Galeano & Rivas Mart. (Syn.: Aquilegia cazorlensis Heywood): Dieser Endemit kommt im südöstlichen Spanien nur in der Provinz Jaén in der Sierra de Cazorla vor.[23]
  - subsp. discolor (Levier & Leresche) Pereda & Laínz (Syn.: Aquilegia discolor Levier & Leresche): Sie kommt in Spanien vor.[23]
  - subsp. guarensis (Losa) Rivas Mart. (Syn.: Aquilegia aragonensis Willk., Aquilegia guarensis Losa): Dieser Endemit kommt im südöstlichen Spanien nur in der Sierra de Guara bei Huesca vor.
  - subsp. pyrenaica: Sie kommt in Spanien und Frankreich vor.[23]
- Aquilegia rockii Munz: Sie gedeiht in Mischwäldern und an Straßenrändern in Höhenlagen von 2500 bis 3500 Metern im südöstlichen Tibet und in den chinesischen Provinzen südwestliches Sichuan sowie nordöstliches Yunnan vor.[20]
- Niedrige Akelei[22] (Aquilegia saximontana Rydb.): Sie gedeiht in Höhenlagen von 3300 bis 4400 Metern nur im US-Bundesstaat Colorado.[7]
- Felsen-Akelei[22] (Aquilegia scopulorum Tidestr.): Sie gedeiht in Höhenlagen von 2000 bis 3500 Metern in den US-Bundesstaaten Nevada sowie Utah und vielleicht auch in Wyoming.[7]
- Shockley-Akelei (Aquilegia shockleyi Eastw.): Sie gedeiht in Höhenlagen von 1200 bis 2700 Metern in den US-Bundesstaaten Kalifornien sowie Nevada.[7]
- Sibirische Akelei[22] (Aquilegia sibirica Lam.): Sie kommt in Kasachstan, Sibirien, in der Mongolei und im uigurischen autonomen Gebiet Xinjiang vor.[20]
- Aquilegia skinneri Hook.
- Aquilegia ×stuartii Balf. f. (= Aquilegia glandulosa × Aquilegia olympica)
- Wiesenrautenblättrige Akelei (Aquilegia thalictrifolia Schott & Kotschy): Sie kommt unter überhängenden Kalkfelsen auf feuchtem Kalkmulm zusammen mit anderen Endemiten in Norditalien (Gardaseegebiet, Vizentiner Alpen) vor.[25]
- Aquilegia transsilvanica Schur: Sie kommt in Europa in den Karpaten, Rumänien und vielleicht in der Ukraine vor.[23]
- Aquilegia turczaninovii Kamelin & Gubanov
- Aquilegia tuvinica I.M.Vassiljeva
- Aquilegia vestinae Pfenn. & D.M.Moser: Sie wurde 2002 erstbeschrieben und kommt nur am Gardasee vor.
- Grünblütige Akelei[22] (Aquilegia viridiflora Pall.): Es gibt mindestens zwei Varietäten:[20]
  - Aquilegia viridiflora var. atropurpurea (Willd.) Trevir. (Syn.: Aquilegia atropurpurea Willd.): Sie kommt in Sibirien, in der Mongolei, in der Inneren Mongolei und in den chinesischen Provinzen in Hebei, südliches Liaoning, östliches Qinghai, östliches Shandong sowie Shanxi vor.[20]
  - Aquilegia viridiflora var. viridiflora Pall.: Sie kommt Japan, Sibirien, in der Mongolei, in der Inneren Mongolei und in den chinesischen Provinzen Gansu, Hebei, Heilongjiang, Hubei, Jilin, Liaoning, Ningxia, Shaanxi, Shandong sowie Shanxi vor.[20]
- Aquilegia viscosa Gouan: Es gibt drei Unterarten in Spanien und Frankreich:
  - Aquilegia viscosa subsp. hirsutissima (Timb.-Lagr.) Breistr. (Syn.: Aquilegia hirsutissima Timb.-Lagr.): Sie kommt nur in Südfrankreich vor.[23]
  - Aquilegia viscosa subsp. montsicciana (Font Quer) O.Bolòs & Vigo: Sie kommt in Spanien vor.
  - Aquilegia viscosa subsp. viscosa: Sie kommt nur in Südfrankreich vor.
- Gewöhnliche Akelei[22] (Aquilegia vulgaris L.): Sie kommt in Europa, Makaronesien und Nordafrika vor.
- Aquilegia yabeana Kitag. (Syn.: Aquilegia oxysepala var. yabeana (Kitag.) Munz): Sie gedeiht an Waldrändern und auf Grashängen in der Inneren Mongolei und in den chinesischen Provinzen Hebei, Henan, Hubei, westliches Liaoning, südliches Shaanxi sowie Shanxi.[20]

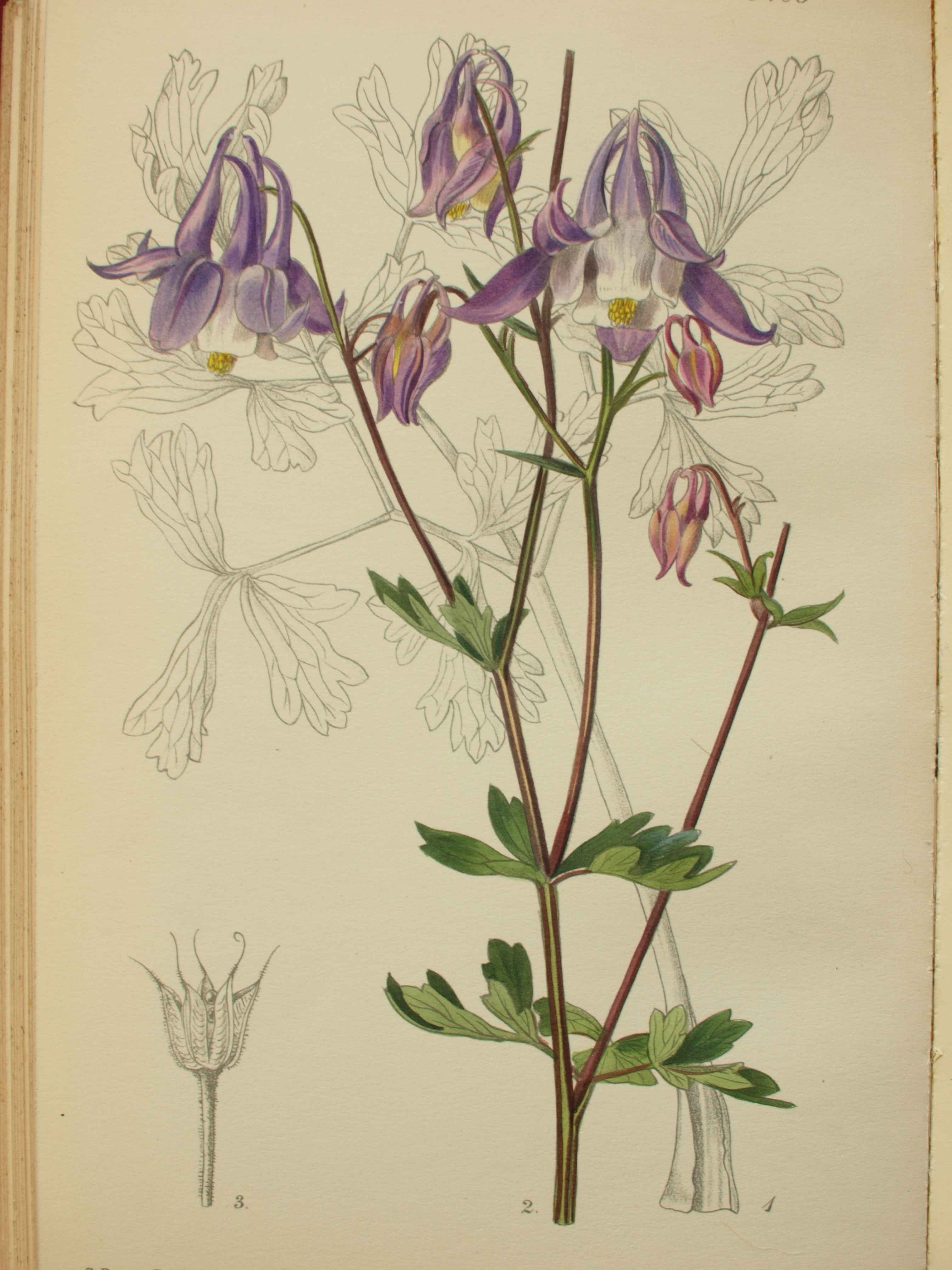
Illustration aus dem Curtis's Magazine, 1935, Tafel 9405 von Aquilegia nikolicii (als Aquilegia grata). Vormals wurde die abgebildete Art irrtümlich für Aquilegia grata gehalten. Sie wird als selbständige Art geführt. Das abgebildete Exemplar wurde im Royal Botanical Garden 1929 von William Bertram Turrill aus in Ex-Jugoslawien gesammelten Samen vermehrt.

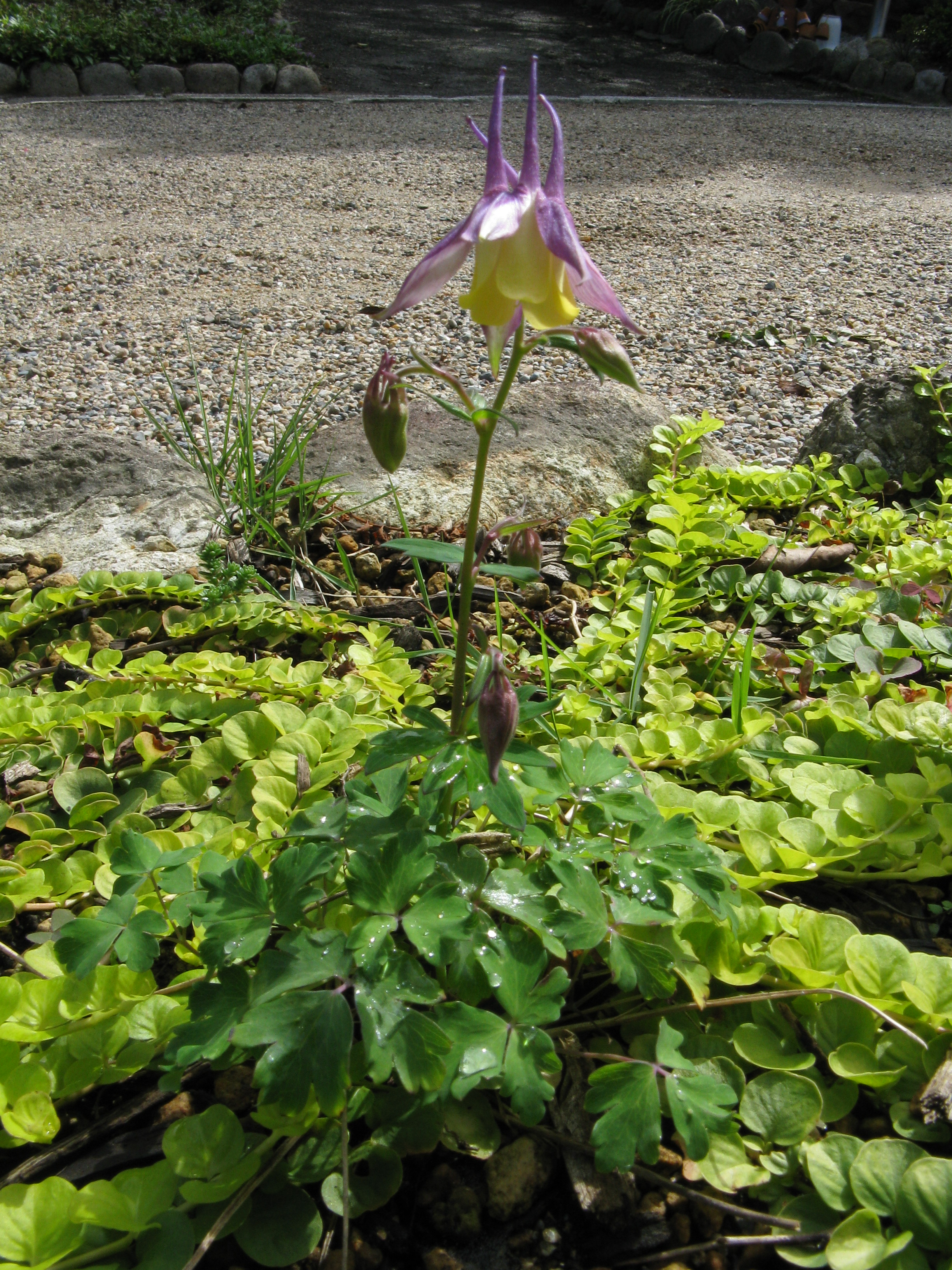
Die Hybride Aquilegia ×maruyamana

## Trivialnamen
Die Herleitung des deutschen Trivialnamens Akelei ist unklar. Aber vermutlich ist der deutsche Volksname Akelei aus dem lateinischen aquilegia (womit im Allgemeinen Aquilegia vulgaris L., die Gemeine Akelei, gemeint war) entlehnt. In den althochdeutschen Glossen sind Formen wie agaleia oder ageleia (seit dem 10 Jh.) anzutreffen. Bei Hildegard von Bingen heißt die Pflanze acoleia, ackeleia, agleia, im Mittelniederdeutschen akuleye. In der Volkssprache ist das Wort vielfach umgewandelt worden, z. B. in Akelchen (Thüringen), Aggerlei, Aggerleine (Pfalz), Aglije (Luzern, Zürich), Hagleie (Schaffhausen), Hakeleden, Hakelehnen (Mecklenburg), Gakeilei (angelehnt an Gaggel 'Ei' in der Kindersprache (Niederhessen, rheinisch)) oder Klei(e) (Niederrheinisch).
Viele Volksnamen nehmen Bezug auf die Form der nickenden Blüten, so Glocken, Glöckerl, Glöckchen, Blaue Glocken (verbreitet), Zigeunerglocken (Gailtal/Kärnten), Teufelglocken (Lenggries/Oberbayern), Kaiserglocken (Riesengebirge), Zuckerglocken (Thurgau), Glockenblume (weit verbreitet), Glockenstück (Schwäbische Alb) oder Glockenrosa (Anhalt).
Andere die Blütenform betreffende Volksnamen sind Pausewängel (Sächs, Felsengebirge), Stellhäfele (eigentlich ein irdenes Kochgefäß mit Füßen) (Aachern/Baden), Kessel (Mittenwald/Oberbayern), Stanitzelblume (bayerische Stanizl 'Papiertüte') (Knittelfeld/Steiermark), Manselblume (schweiz. Manse 'Rockärmel mit Spitzen') (Aargau), Narrenkappen (z. B. Lörrach/Baden, Kt. St. Gallen), Kapuzinerchappe(n), - Hüetli (Kt. St. Gallen), Pfaffenkäpple (Achkarren/Baden), Plumphose (Kt. Schaffhausen), Schlotterhose (St. Gallen), Schwizerhose (Aargau), Hose(n)lätzli (Aargau), Frae(n)schüehli (Küsnacht/Schwyz), Fünf Vögerl zsam (Oststeiermark), Tauberln (Südmähren) oder Gugerschen (Schönhengstgau, Sudetenland).
Bezüge auf die dunkle Blütenfarbe findet man in den Namen Tintenglocke (Thüringer Wald, Thurgau) und Truarbliemli (Trauerblümlein da auch auf ländlichen Friedhöfen gepflanzt) (Grindelwald/Bern).
Außerdem wird die Akelei noch Kaiserblume (Albendorf/Riesengebirge), Hernblume (Eifel), Zaniggele, Zinäggele oder Süniggele (angelehnt an 'Sanikel') (Schaffhausen) genannt.
Elfenschuh, Zigeunerglocken, Teufelsglocken, Kaiserglocken und Narrenkappen sind ebenfalls Volksnamen der Akelei.
Einen weiteren Namen, Agelblume, verwendete die adelige Schwesternschaft von der Agelblume in Königsberg in Bayern, die bis zur Reformation bestand und in Königsberg ansässig war. Dabei stand die Akelei für die Bescheidenheit, an die sie die Schwestern von der Agelblume erinnern sollte.

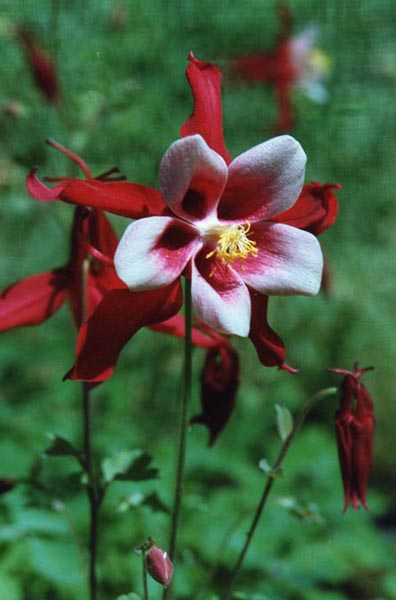
Blüte der Sorte ‘Red Star’

## Symbolik und kulturelle Bedeutung
Die Akelei ist wahrscheinlich seit dem späten Mittelalter eine Zierpflanze europäischer Gärten. Die Gemeine Akelei wurde im Mittelalter und der frühen Neuzeit in vielfältiger Form in der Medizin verwendet. Aufgrund der ihr zugeschriebenen Symbolik ist sie außerdem auf zahlreichen mittelalterlichen Tafelgemälden zu finden. Die Akelei war im Altertum der Fruchtbarkeitsgöttin Freya geweiht, später wurde sie dann der Jungfrau Maria zugeordnet. Seit dem Mittelalter wurden die Samen als Aphrodisiakum verwendet. Es hieß sogar, dass die aphrodisischen Kräfte der Akeleisamen schon bei bloßer Berührung übertragen werden konnten. Rätsch schrieb, dass wenn man die Samen zu einem feinen Pulver zerrieb, mit dem man sich die Handflächen bestrich und dann damit eine Frau berührte, diese sofort sexuell erregt wäre.
In der Symbolik steht die Akelei einerseits für Demut ein, und sie symbolisiert den Heiligen Geist, Lebenskraft, Überwindung irdischer Begrenzung, umfassendes Heil, Triumph, Erlösung, Dreieinigkeit und den Lobpreis Gottes. Andererseits steht sie für die Sexualkraft des Mannes, für Verführung und Liebe. Sie wurde und wird immer noch als Grabpflanze eingesetzt.

## Nutzung
Sorten einiger Aquilegia-Arten (beispielsweise Aquilegia alpina, Aquilegia atrata, Aquilegia caerulea, Aquilegia canadensis, Aquilegia chrysantha, Aquilegia elegantula, Aquilegia flabellata, Aquilegia formosa, Aquilegia longissima, Aquilegia saximontana, Aquilegia skinneri, Aquilegia viridiflora und Aquilegia vulgaris) und Hybriden (beispielsweise McKana-Hybriden) werden als Zierpflanzen verwendet. Sie werden je nach Art und Sorte sehr unterschiedlich als Beetpflanze, im Steingarten oder als Schnittblume genutzt.